# Strade romane
Gli antichi Romani costruirono lunghe strade per collegare le più lontane province con la capitale dell'impero. Realizzate il più possibile rettilinee per minimizzare le distanze, queste infrastrutture erano essenziali per la crescita dell'impero, in quanto consentivano di muovere rapidamente l'esercito, ma oltre che per scopi militari esse erano utilizzate anche per scopi politici, amministrativi e commerciali.
La viabilità romana costituì il più efficiente e duraturo sistema stradale dell'antichità, che consentì di portare la civiltà romana in contatto con le genti più diverse che popolavano il mondo allora conosciuto. Nessun altro popolo in quell'epoca storica seppe eguagliare la loro capacità di scelta dei tracciati, le tecniche di costruzione e l'organizzazione di assistenza ai viaggiatori.

## Storia
(Strabone, Geografia)

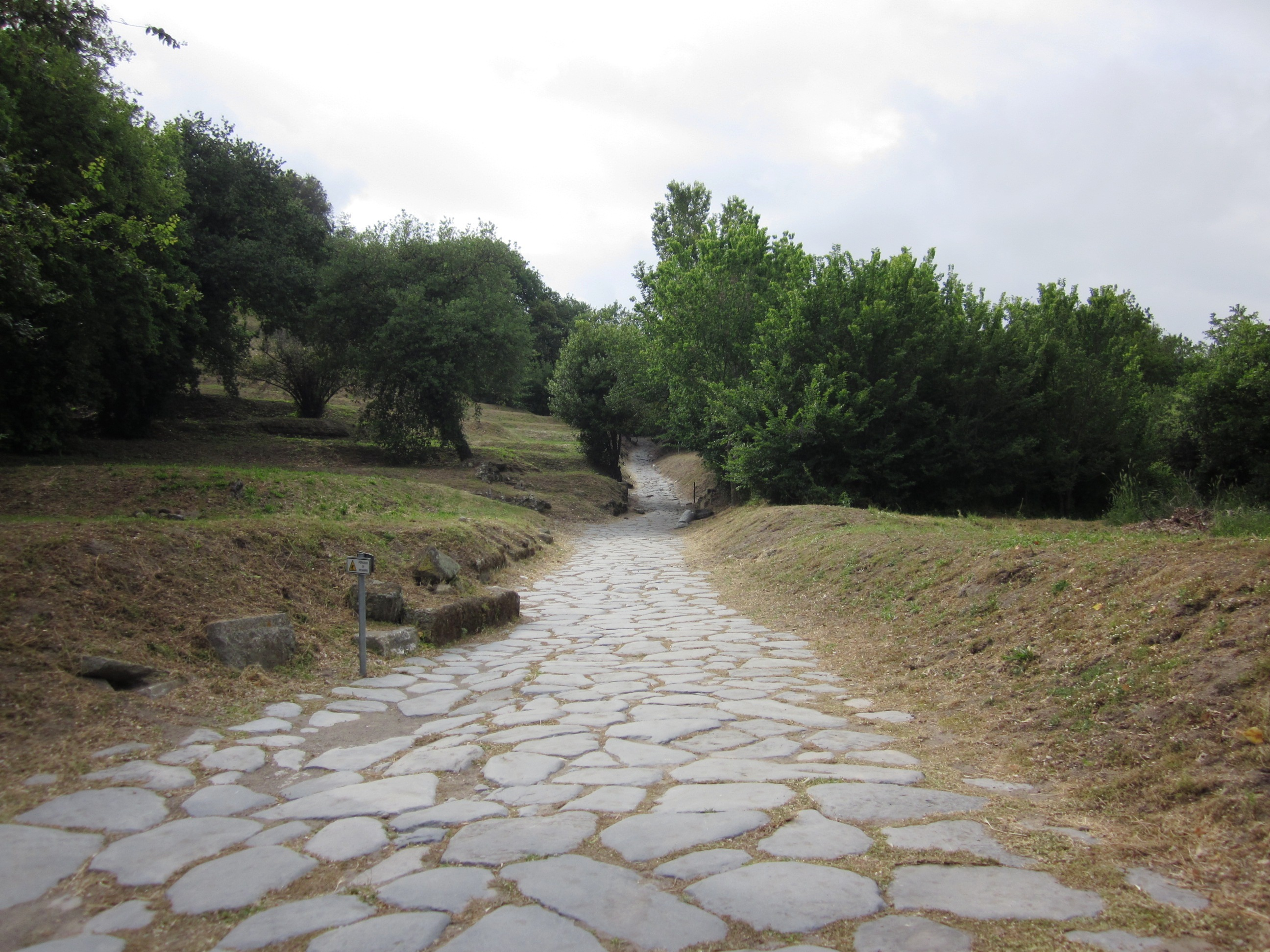
Strada romana nei pressi di Cuma

Quando Roma iniziò la sua opera di conquista e di unificazione dell'Italia le vie di comunicazione esistenti erano ancora i modesti percorsi seguiti dal commercio e dalla pastorizia, resi difficoltosi dalla natura accidentata del terreno, che non favoriva la coesione territoriale tra i vari popoli che abitavano la penisola, ed anzi accentuavano le rivalità politiche e commerciali fra le varie città.
I Romani compresero che una viabilità efficiente era uno strumento imprescindibile per la loro espansione territoriale e, una volta consolidato il loro dominio, una condizione necessaria per il suo mantenimento. Un sistema stradale efficiente garantiva infatti la rapidità dei movimenti delle legioni e la celerità delle comunicazioni fra Roma e il resto dell'impero. Una volta assicurata la pace, le strade diventavano strumento di traffici e di relazioni fra città e popoli e attraverso il sistema viario si svilupparono le reciproche influenze culturali ed economiche tra Roma e le più lontane regioni del bacino del Mediterraneo.
La rete stradale romana risale in larga parte all'età repubblicana. La creazione di quelle che sarebbero divenute le grandi vie di comunicazione dell'impero fu inizialmente spontanea; si trattava di semplici sentieri e piste che collegavano i vari centri del Lazio, dell'Etruria e della Magna Grecia per modesti commerci a carattere locale.
Roma era sorta in corrispondenza di un guado sul Tevere in cui convergevano antichi percorsi, divenendo nel tempo un importante luogo d'incontro e centro di scambi commerciali, ragione per cui nel territorio circostante la costruzione di vere e proprie strade ebbe inizio assai presto, facilitata anche dalle caratteristiche fisiche della regione, che con le grandi valli che convergevano verso la città (Tevere, Aniene e Sacco-Liri) e le zone collinari e pianeggianti che la circondavano non opponevano grandi ostacoli alle comunicazioni terrestri. Queste prime strade seguivano i percorsi di piste e di sentieri preesistenti e collegavano Roma con le città vicine.
Tito Livio cita alcune delle strade più prossime a Roma e alcuni dei loro miliari in periodi ben anteriori alla costruzione della via Appia. A meno che queste menzioni non fossero anacronismi, le strade citate in quei tempi erano probabilmente qualcosa di più di semplici percorsi in terra battuta.. Così, la via Gabina è citata da Livio nei fatti relativi al 500 a.C., ai tempi del re etrusco Porsenna; la via Latina attorno al 490 a.C., ai tempi di Coriolano; la via Nomentana (nota anche come Via Ficulensis) è citata nei fatti del 449 a.C.; la via Labicana nel 421 a.C.; la via Salaria nel 361 a.C.
A partire dal IV secolo a.C. quando Roma iniziò ad espandersi, di pari passo la conquista della penisola venne avviata la costruzione di nuove strade, con scopi principalmente militari, come supporto alla progressiva annessione di nuovi territori, per rafforzare i nuovi confini raggiunti e preparare ulteriori conquiste, ma anche con funzioni amministrative e commerciali.

Le principali strade romane in Italia

Con il nome di vie (viae in latino) venivano indicate le strade extraurbane. Il termine deriva dalla radice indoeuropea *wegh- con il suffisso -ya, che significa "andare", ma che esprime anche il senso di "trasporto". La più antica tra le grandi vie di comunicazione, le "viae publicae" fu la Via Appia, iniziata nel 312 a.C. da Appio Claudio Cieco per aprire la strada verso la Magna Grecia nel contesto delle guerre sannitiche. Inizialmente la via arrivava fino a Capua, ma venne in seguito prolungata fino a Brindisi, da dove ci si poteva imbarcare per le provincie balcaniche.
Nel corso dei secoli il tracciato delle strade ha subito diverse modifiche, con variazioni di percorso e prolungamenti.

### Leggi e tradizioni
Le prime regole per la costruzione e l’utilizzo delle strade vennero emanate fin dai tempi più antichi del periodo repubblicano. Le leggi delle Dodici tavole, datate attorno al 450 a.C., specificavano le caratteristiche dimensionali delle strade, stabilendo che la larghezza non fosse inferiore a otto piedi (2,1 m) nei tratti rettilinei e di sedici (4,2 m) nelle curve e per la prima volta indicavano diritti e limitazioni per il loro utilizzo. Queste erano le larghezze minime ma nella tarda repubblica larghezze di circa 12 piedi erano comuni per le strade pubbliche, tali da permettere senza interferenze il passaggio di due carri.
La legge romana prevedeva delle servitù di passaggio, distinte in iter (diritto di transito a piedi), actus (diritto di condurre veicoli o animali) e via (combinazione di entrambe le servitù), che garantivano, a determinate condizioni, il diritto di transito su terreni privati.
Lo ius eundi ("diritto di transito") stabiliva la legittimità di utilizzo di un iter attraverso terreni privati laddove la strada fosse in rovina; lo ius agendi ("diritto di condurre veicoli") stabiliva il diritto di avvalersi di un actus. Una via combinava entrambi i tipi di servitutes, purché fosse almeno della larghezza minima stabilita.
La legge e la tradizione romana vietavano l'uso di veicoli in aree urbane, eccetto in alcuni casi, ad esempio le donne sposate e i funzionari governativi in servizio erano autorizzati a condurre veicoli. La Lex Iulia Municipalis limitava l'accesso diurno nelle città ai carri commerciali, all'interno delle mura e fino a un miglio di distanza dalle mura.
Non tutte le strade erano liberamente percorribili, le strade principali potevano essere soggette al pagamento di un pedaggio, richiesto in corrispondenza di ponti e alle porte della città. I pedaggi, uniti alle spese per i servizi durante il viaggio gravavano pesantemente sui costi di trasporto delle merci.

### Responsabilità
Nei primi tempi la responsabilità della cura delle strade era attribuita ai censori ma con lo sviluppo del dominio romano vennero create delle figure ad hoc incaricate della manutenzione. In Italia, la responsabilità passò in seguito ai comandanti militari e successivamente a commissari speciali o ai magistrati locali. Nelle province, consoli, pretori e loro legati avevano l'autorità di trattare direttamente con l'appaltatore.
Gli organi ufficiali che per primi furono incaricati della manutenzione delle strade erano due:
- Quattuorviri viis in urbe purgandis, quattro magistrati con giurisdizione all'interno delle mura di Roma;
- Duoviri viis extra urbem purgandis, due magistrati con giurisdizione al di fuori delle mura, la cui autorità si estendeva su tutte le strade tra la rispettiva porta di uscita dalle mura e la prima pietra miliare oltre le stesse.[6]

Quattuorviri e duoviri facevano parte dei collegia conosciuti come vigintisexviri (che letteralmente significa "Ventisei Uomini"). Entrambi questi organi probabilmente erano di origine antica, ma il vero anno della loro istituzione è sconosciuto.. Benché Pomponio, affermi che i quattuorviri erano stati istituiti intorno alla metà del III secolo a.C., come per altre cariche pubbliche la prima menzione di questi organi si trova nella Lex Iulia Municipalis del 45 a.C.
In situazioni di emergenza venivano nominati dei curatores, commissari straordinari per sovrintendere ai lavori di manutenzione o rifacimento. Tra coloro che hanno svolto questo incarico è stato Giulio Cesare, che nel 67 a.C. divenne curator della via Appia, sulla quale intervenne anche a proprie spese.
Nelle zone rurali i magistri pagorum avevano l'autorità di mantenere le viae vicinales. Nella città di Roma ogni capofamiglia era legalmente responsabile per la riparazione della porzione di strada che passava davanti alla sua casa. Le strade che passavano davanti a un edificio pubblico o ad un tempio erano manutenute dagli aediles con denaro pubblico. Se una strada passava tra un edificio pubblico o un tempio e una casa privata, il tesoro pubblico e il proprietario privato dividevano le spese tra loro.

#### La riforma di Augusto
La struttura degli incarichi per la gestione delle viae publicae fu modificata da Augusto, che con la sua riforma dell'amministrazione urbana abolì alcune figure e creò nuovi uffici in relazione alla manutenzione delle opere pubbliche, delle strade e degli acquedotti.
Augusto, trovando inefficaci i collegia, ridusse il numero dei magistrati da 26 a 20, abolendo completamente i duoviri e attribuendosi successivamente la carica di soprintendente della rete stradale che collegava Roma al resto dell'impero. Il consiglio dei quattuorviri fu mantenuto almeno fino al regno di Adriano tra il 117-138 d.C. Augusto istituì per ciascuna delle strade principali i curatores viarum, che avevano il compito di organizzare la manutenzione ordinaria e straordinaria e garantire la pubblica sicurezza lungo la via di competenza abolendo le figure dei commissari straordinari chiamati in situazioni di emergenza. Le persone nominate a questo incarico erano di rango senatoriale o equestre, a seconda dell'importanza delle strade loro assegnate. Ogni curatore aveva il dovere di stipulare i contratti per la manutenzione della propria strada e di far sì che l'appaltatore eseguisse scrupolosamente il lavoro assegnato, sia in termini di quantità che di qualità.
Secondo alcuni durante il regno di Claudio (41-54 d.C.) i questori sarebbero diventati responsabili della pavimentazione delle strade di Roma, o almeno avrebbero condiviso tale responsabilità con i quattuorviri.

## Classificazione delle strade

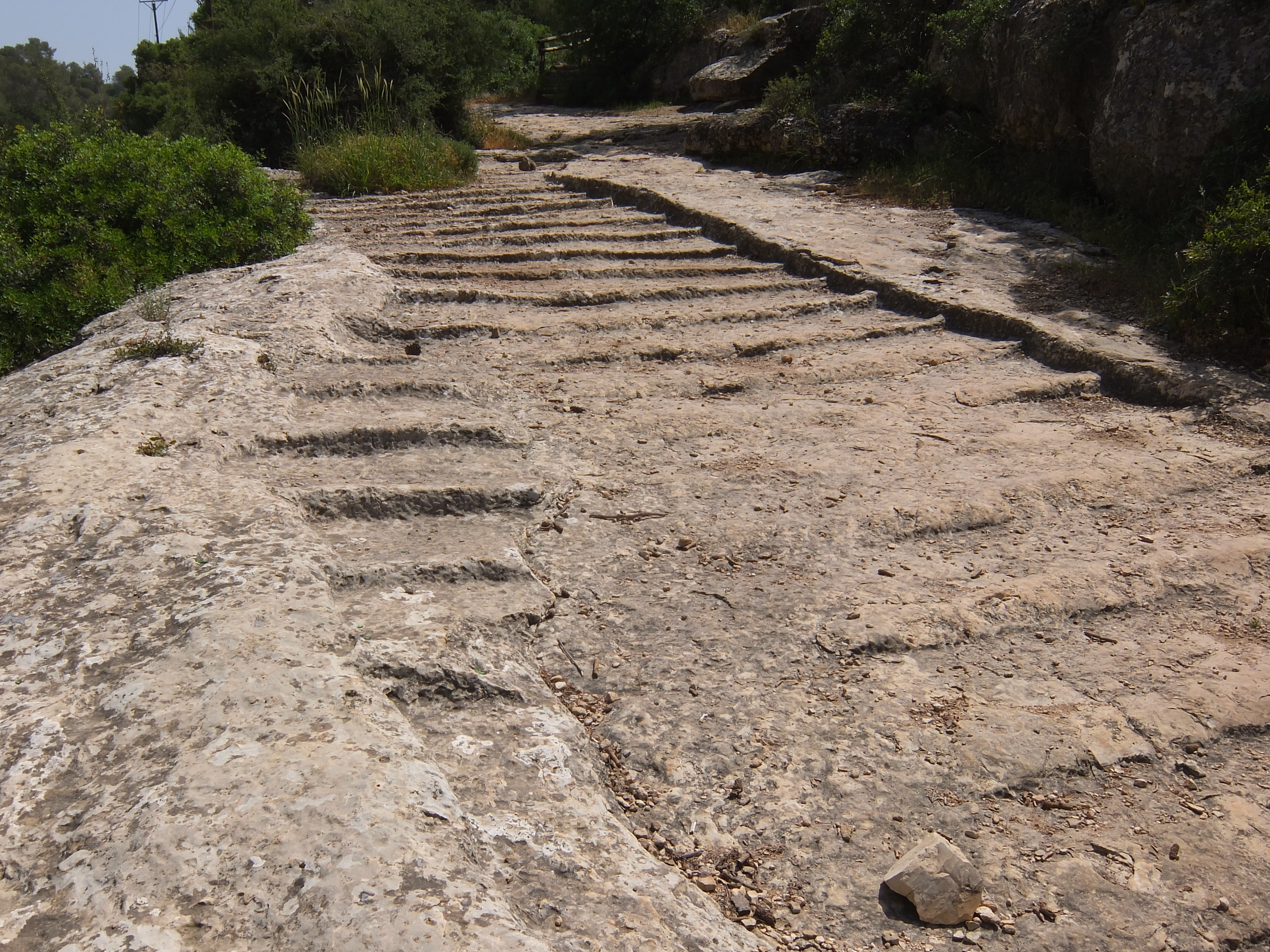
Vecchia strada romana che porta da Gerusalemme a Beit Gubrin, adiacente all'autostrada regionale 375 in Israele

Le strade romane erano di vari tipi, dalle piccole strade locali a quelle più ampie a lunga percorrenza costruite per collegare città e avamposti militari. Andavano da semplici strade di tronchi a strade pavimentate creando profondi letti di pietrisco per garantire che rimanessero asciutte, poiché l'acqua sarebbe fluita attraverso le pietre sottostanti evitando la formazione di fango in terreni argillosi.

### Classificazione delle strade per importanza
A seconda dell’importanza della via, ma anche in base alla loro proprietà e responsabilità di manutenzione, Ulpiano distingue tre tipologie di strada:
- Viae publicae, consulares, praetoriae e militares
- Viae privatae, rusticae, agrariae
- Viae vicinales

Accanto alla rete delle viae publicae, le strade principali, esistevano numerose strade di interesse regionale, le viae rusticae o le viae vicinales, che collegavano gli insediamenti minori (vici) tra loro o con le vie principali, la cui manutenzione era a carico delle amministrazioni locali, o le viae privatae, di interesse locale e manutenute a spese delle comunità o dei singoli cittadini che le utilizzavano.

#### Viae publicae, consulares, praetoriae e militares

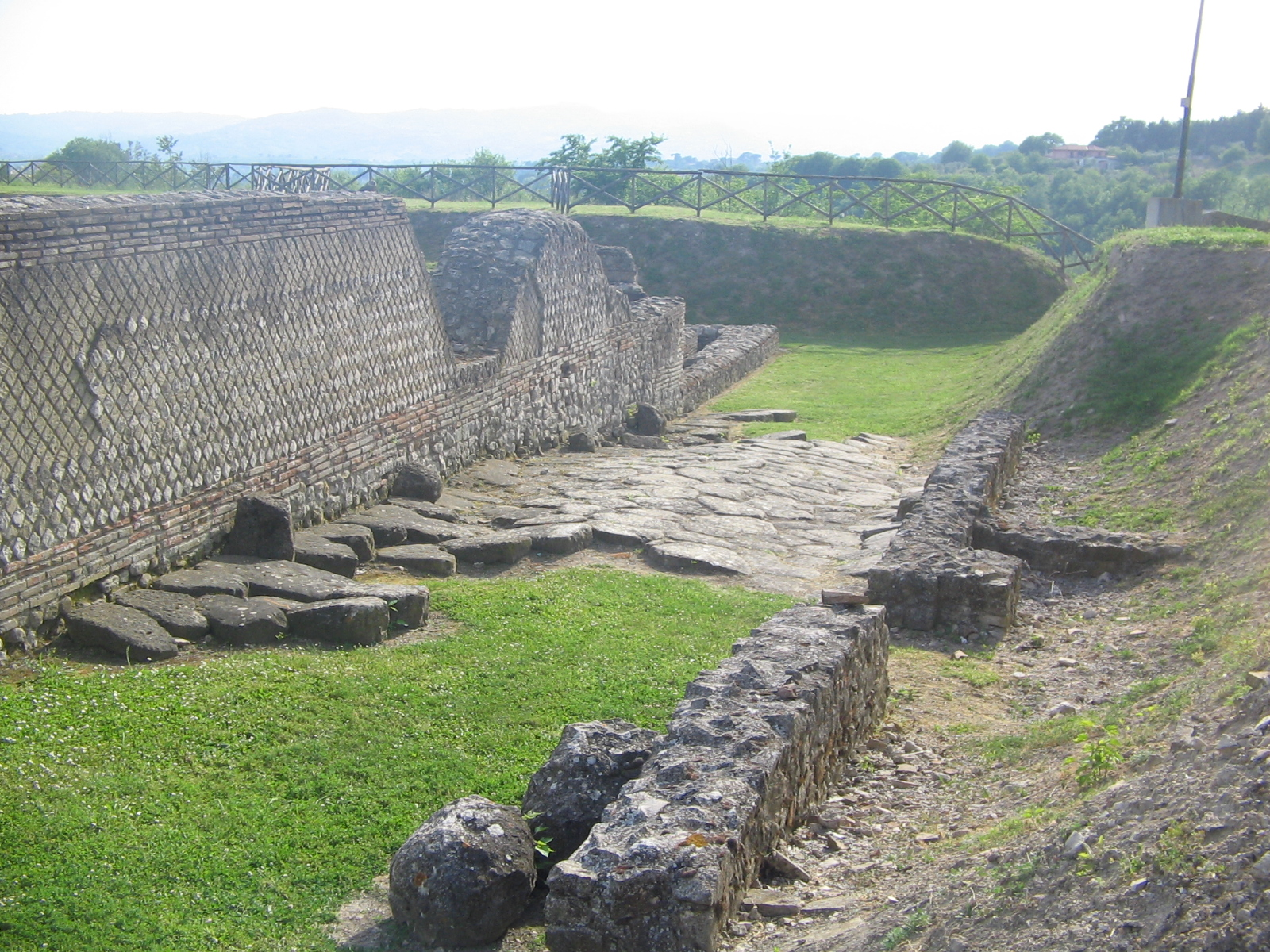
La via centrale di Aeclanum

Le viae publicae, chiamate anche consulares o praetoriae, insieme a quelle costruite specificamente per scopi militari, dette appunto viae militares, erano le vie di grande comunicazione, di proprietà dello stato. Queste vie collegavano le città più importanti, erano percorse dalle legioni romane nei loro trasferimenti e dai corrieri del servizio postale statale (cursus publicus).
Le viae publicae erano generalmente lastricate in pietra (viae silice stratae) e affiancate da marciapiedi e canali di scolo. Alcune attraversavano fiumi e gole tramite ponti, talvolta venivano scavate gallerie nelle montagne. L'attraversamento di zone paludose era realizzato mediante strutture che poggiavano su zattere o pali..
In molti casi le viae publicae prendevano il nome dai magistrati che ne ordinarono la costruzione, oppure dalla località in cui terminava la strada stessa; ad esempio la via Ardeatina, che porta da Roma ad Ardea. Nel caso delle strade più antiche, la denominazione era data dal loro utilizzo prevalente: la via Salaria ad esempio è così chiamata perché vi si trasportava il sale. Non di tutte le strade è conosciuta la denominazione con cui erano identificate in epoca romana; in questi casi gli storici utilizzano denominazioni convenzionali, generalmente con i nomi latini delle città di inizio e fine del percorso (ad esempio la strada da Milano a Pavia è chiamata via Mediolanum-Ticinum).
La decisione di costruire le viae publicae era di competenza del governo centrale ed in particolare in età repubblicana dei magistrati cum imperio (consoli e pretori, proconsoli nelle provincie) e, dopo il 20 a.C. dell'imperatore stesso.

#### Viae privatae, rusticae, agrariae
Questa categoria include strade private e di campagna, in origine costruite da privati cittadini, investiti del potere di dedicarle all'uso pubblico. Queste strade beneficiavano di un diritto al passaggio, a favore o del pubblico o del proprietario di un particolare terreno. Sotto il titolo di viae privatae erano incluse anche le strade che collegavano strade pubbliche o principali a determinate proprietà o insediamenti. Alla luce di questo, Ulpiano le considera a tutti gli effetti pubbliche.

#### Viae vicinales
Erano considerate pubbliche o private a seconda che la costruzione originale utilizzasse fondi o materiali pubblici o privati. Queste strade, se costruite privatamente, diventavano pubbliche quando si perdeva la memoria dei costruttori privati. Siculo Flacco descrive le viae vicinales come strade "de publicis quae divertunt in agros et saepe ad alteras publicas perveniunt" (che deviano dalle strade pubbliche nei campi e spesso raggiungono altre strade pubbliche). I responsabili della loro manutenzione erano i magistri pagorum. (autorità amministrative locali) che potevano richiedere ai proprietari vicini di fornire manodopera o di mantenere direttamente a loro spese in buone condizioni il tratto di strada che passava attraverso le loro proprietà.

### Classificazione delle strade per tipologia costruttiva
Le viae si distinguevano non solo a seconda del loro carattere pubblico o privato, ma anche per i materiali utilizzati e la tipologia costruttiva. Ulpiano le divideva in tre categorie:
- Viae munitae
- Viae glareatae
- Viae terrenae

#### Viae munitae
Le viae munitae, chiamate anche lapide quadrato strata o sílice strata, erano le strade pavimentate con blocchi squadrati di pietra. Le strade principali erano sempre pavimentate in pietra.
Le prime vie pavimentate vennero realizzate nell'area urbana di Roma e poi questa tecnica fu estesa gradualmente a tutte le vie di grande traffico, per garantirne la capacità di resistere all’usura e al peso dei veicoli, evitando sconnessure e cedimenti.

#### Viae glareatae
Le viae glareatae, chiamate anche glarea strata, erano strade in terra battuta con una superficie ricoperta da uno strato di ghiaia o sassi o talvolta con una pavimentazione in superficie posta su un sottofondo di ghiaia. Livio afferma che i censori del suo tempo furono i primi a commissionare la pavimentazione delle strade di Roma con pietre di selce, a posare la ghiaia sulle strade fuori città e a creare i marciapiedi rialzati ai lati. In queste strade, la superficie era indurita con ghiaia e i blocchi di pietra erano semplicemente adagiati su un letto di pietrisco. Un esempio di questo tipo di strada si trova lungo la Via Prenestina e vicino alla Via Latina.

#### Viae terrenae
Le viae terrenae erano strade, generalmente pianeggianti, con il fondo in terra battuta.

## Mappa delle strade dell'impero romano

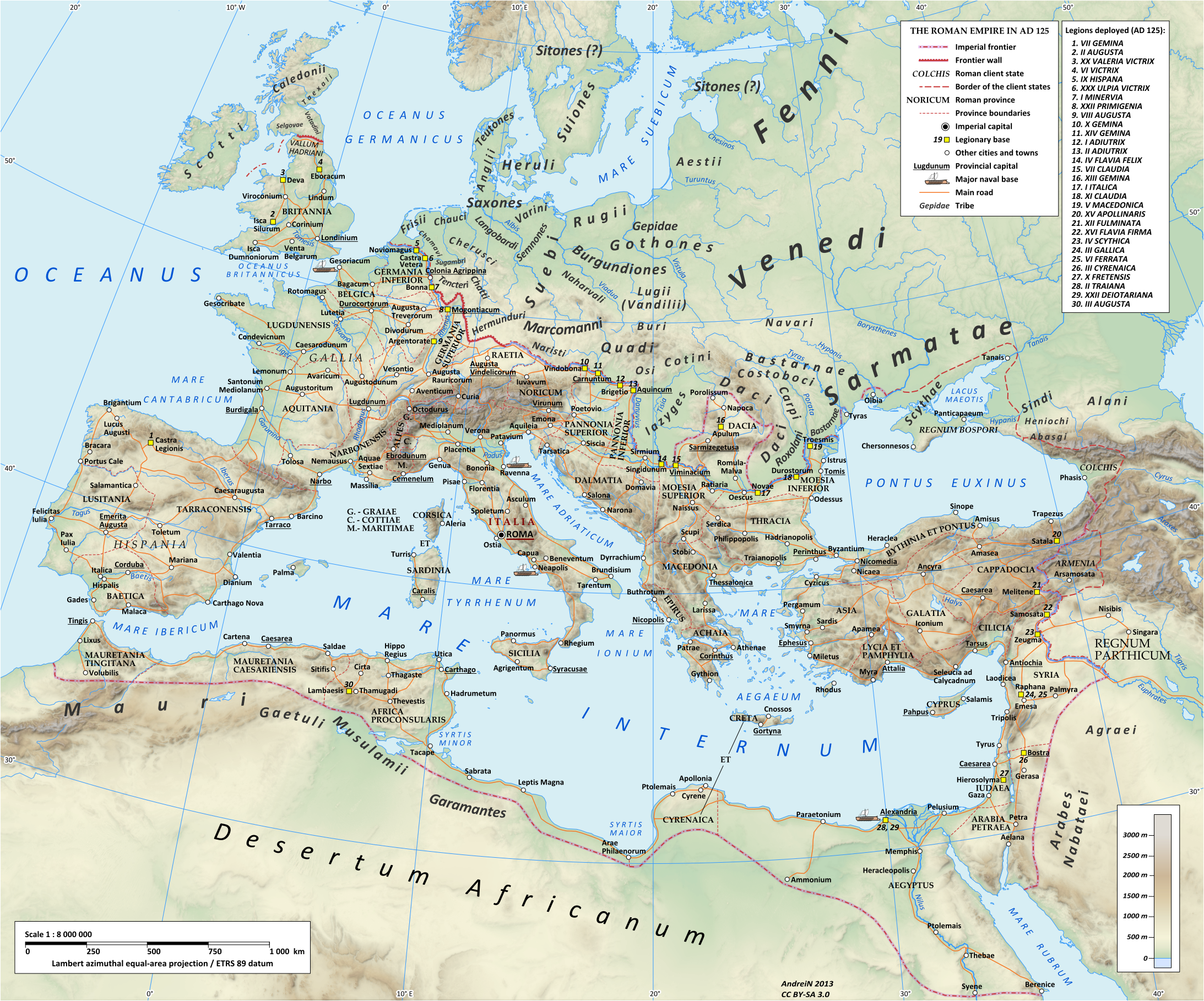
Strade dell'impero romano ai tempi di Adriano (117-138)

Un proverbio popolare recita che "tutte le strade portano a Roma". Si stima che alla massima espansione dell'impero i percorsi stradali principali si sviluppassero complessivamente per 53.000 miglia (circa 80.000 km), ripartiti fra 29 strade che si irradiavano da Roma verso l'Italia e altre che toccavano tutti i territori dell'Impero. dalla Spagna alla Mesopotamia, al Caucaso, alla Germania e alla Britannia.

## La costruzione delle strade

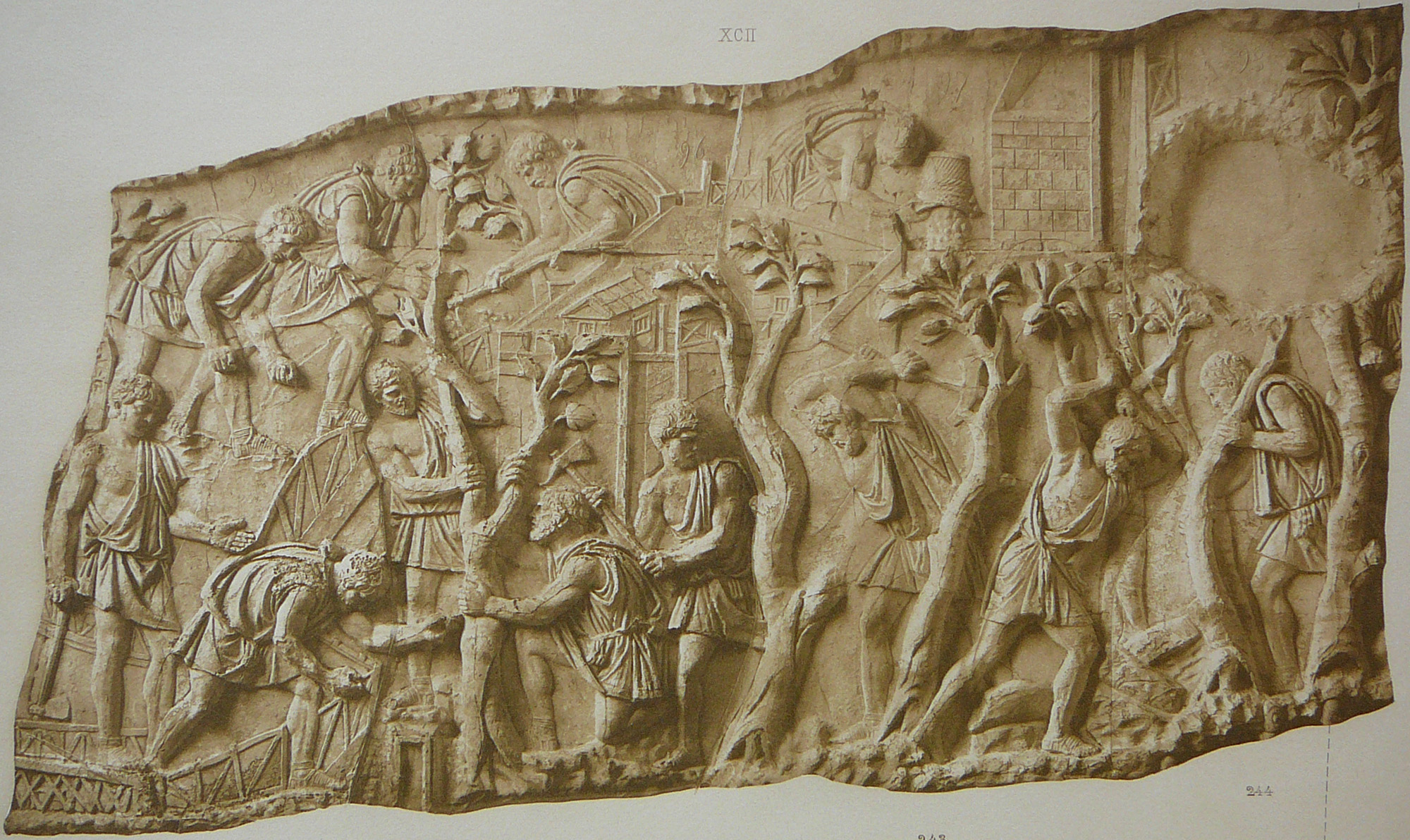
La costruzione di una strada romana da parte di legionari (colonna di Traiano, Roma)

Le strade romane erano pensate per durare a lungo riducendo al minimo la manutenzione. Per ottimizzare le distanze i Romani cercavano di costruire quando possibile strade rettilinee e nelle zone pianeggianti questa regola veniva seguita sistematicamente; quando questo non era possibile, perché avrebbe comportato salite molto ripide, impraticabili per i loro pesanti carriaggi, vennero costruite alternative più lunghe, ma meglio percorribili dai veicoli. Le eventuali curve erano a largo raggio, di modo che i veicoli potessero affrontarle in velocità, senza sbandare. Le strade secondarie si innestavano in quelle principali a un angolo di 90 gradi .
Essi per tenersi al riparo dalle inondazioni evitavano comunque di percorrere i fondovalle e le rive dei fiumi, mentre nelle zone più impervie, come i valichi alpini, anche le comode vie lastricate lasciavano il posto a semplici mulattiere.
La costruzione e la manutenzione delle strade ebbe le sue magistrature e una sua organizzazione con precise regole per l'impianto dei cantieri, l'arruolamento e la disciplina delle maestranze, i rilievi del terreno e lo studio del regime delle acque.
I resti esistenti di viae publicae, numerosi e spesso sufficientemente ben conservati, danno un quadro ben preciso delle modalità costruttive, benché siano solo poche e frammentarie le fonti scritte che descrivono le tecniche utilizzate per la costruzione delle strade. In assenza di testi normativi le poche informazioni disponibili sono riportate in testi di scrittori quali Plinio il Vecchio, Vitruvio, che descrisse la tecnica per realizzare i marciapiedi, identica a quella della sede stradale, tranne per quanto riguarda lo strato superiore, che consisteva nel primo caso di marmo o mosaico e nel secondo di blocchi di pietra e soprattutto del poeta Publio Papinio Stazio che nel poema in versi Via Domitiana, compreso nel IV libro delle Silvae, descrisse in maniera dettagliata le fasi di costruzione di una strada, nel 95 d.C., con riferimento appunto alla via Domiziana.
Dopo che i progettisti avevano stabilito dove in linea di massima avrebbe dovuto passare la strada, i mensores con accurate misurazioni individuavano il punto preciso per la costruzione, collocando dei pali lungo una linea chiamata rigor e, avvalendosi della groma, strumento usato per tracciare angoli retti, definivano con precisione la griglia del piano stradale. Entravano poi in scena i libratores che scavando fino allo strato di roccia, o fino a uno strato solido, valutavano la natura del terreno e stabilivano la tecnica costruttiva da impiegare.
A questo punto iniziava l'opera di costruzione vera e propria, tracciando dapprima con un aratro due solchi paralleli per delimitare la carreggiata, nei quali erano collocate delle pietre poste in verticale per contenere la massicciata. Veniva poi scavata una trincea sul cui fondo erano sistemate grosse pietre legate con cemento che costituivano la base (statumen) su cui veniva collocato un triplice strato di materiali sovrapposti e compressi: ad un primo strato di conglomerato di pietre e frammenti di mattoni (rudus o ruderatio) legati con calce che aveva lo scopo di drenare le acque, ne seguiva uno intermedio di brecciame costipato e compresso (nucleus) ed infine la pavimentazione (pavimentum) con pietre, blocchi di basalto o lastre squadrate, a seconda della disponibilità locale, perfettamente incastrate tra loro e collocate in maniera da garantire lo scorrimento e la raccolta delle acque in canalette di scolo laterali. La larghezza della carreggiata doveva permettere l'incrocio di due carri, e andava normalmente da 4 a 6 m. Le strade potevano avere ai lati marciapiedi riservati ai pedoni, in terra battuta (margines) o lastricati (crepidines). Questi ultimi, presenti solo nelle strade più importanti, potevano avere una larghezza anche di 3 m.

### Opere d'ingegneria stradale

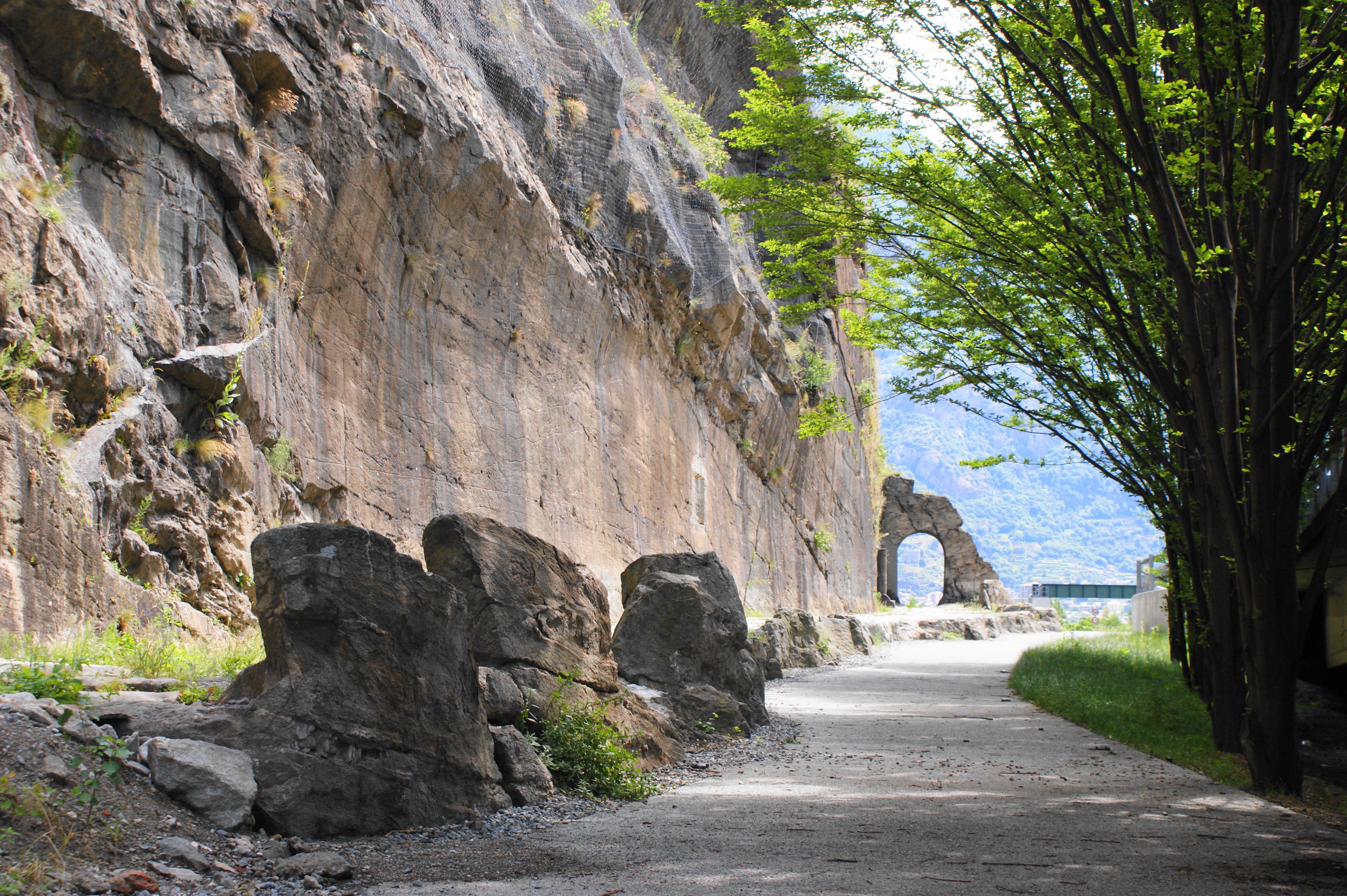
Tratto della via consolare delle Gallie (Valle d'Aosta), costruito sbancando il pendio a viva roccia

Per superare gli ostacoli rappresentati da corsi d'acqua, zone acquitrinose e montagne, venivano realizzate complesse opere d'ingegneria. I Romani attuarono il taglio di colline e realizzarono gallerie, costruirono ponti e terrapieni di sostegno lungo i percorsi a mezza costa.
Nei terreni torbosi e paludosi si costruiva un piano stradale sopraelevato: dopo aver segnato il percorso con dei pali si riempiva lo spazio fra di essi con una massicciata di pietre e malta cementizia, innalzando il livello stradale fino a 2 metri sopra la palude.
Nel caso di grandi masse rocciose che ostruivano il cammino, dirupi, terreni montuosi o collinari si ricorreva spesso a sbancamenti e gallerie, interamente scavate a mano. Numerosi gli esempi di tagli nei monti per rendere più agevole il valico, come la Montagna Spaccata lungo la via da Pozzuoli a Capua, in Campania. Nel I secolo, sull'Appia, per evitare il faticoso valico dell'arce di Terracina, venne tagliata la rupe di Pisco Montano aprendo una via più comoda verso la piana di Fondi.

#### Gallerie

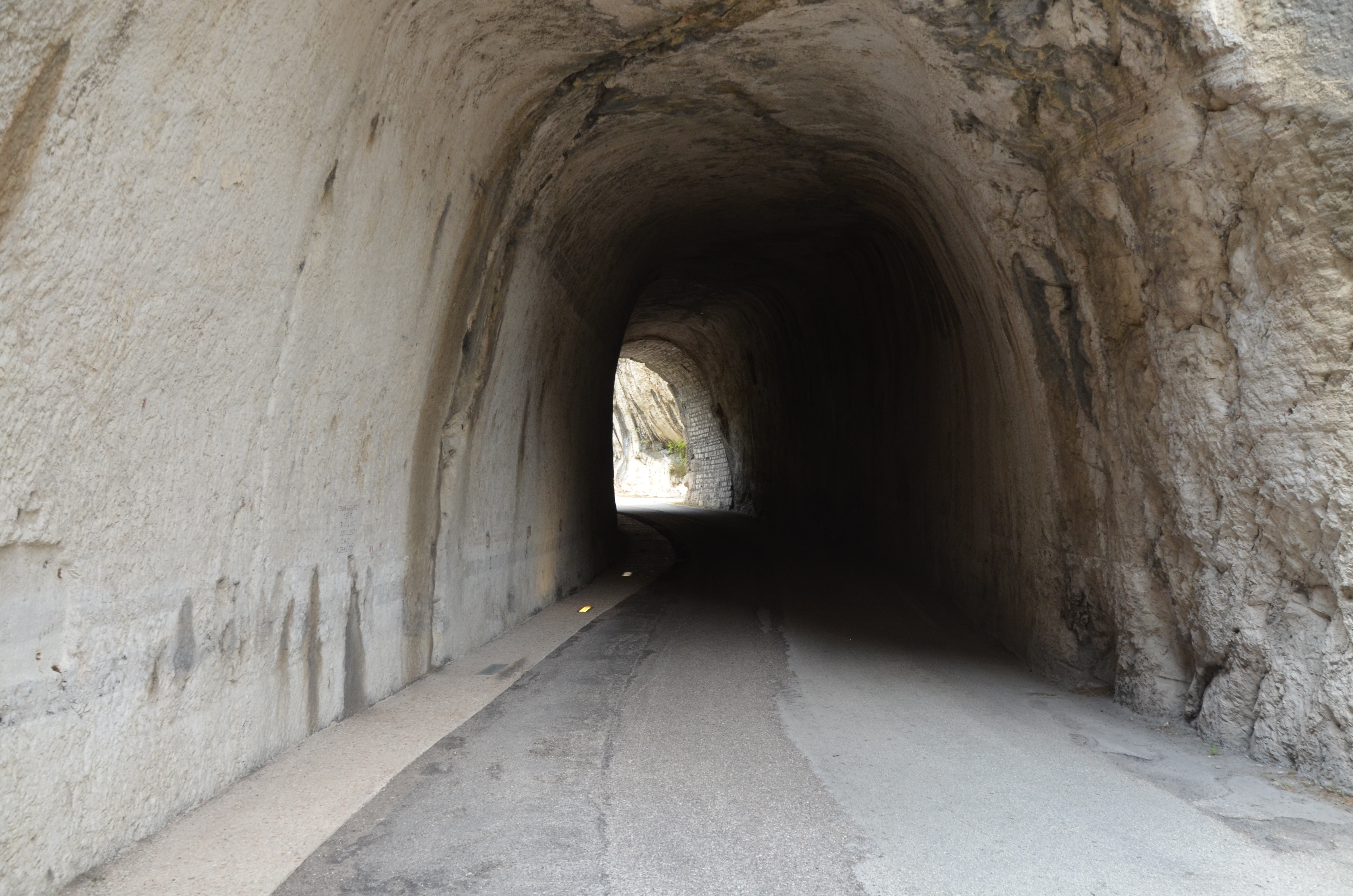
Interno della galleria del Furlo, sulla via Flaminia

Le gallerie, chiamate con voce greca latinizzata cryptae, vennero realizzate soprattutto per scopi militari, come la cosiddetta grotta di Cocceio (o grotta della Pace), fatta aprire da Marco Vipsanio Agrippa per creare un collegamento fra la base navale d'Averno e il lido di Cuma, al tempo della guerra fra Ottaviano e Sesto Pompeo, e la Crypta Neapolitana aperta nella collina di Posillipo per collegare Napoli a Pozzuoli, descritta da Seneca e - molti secoli dopo - da Alexandre Dumas nel Corricolo. Nel I secolo, al tempo di Vespasiano, lungo la via Flaminia venne scavata la galleria del Furlo.

#### Ponti

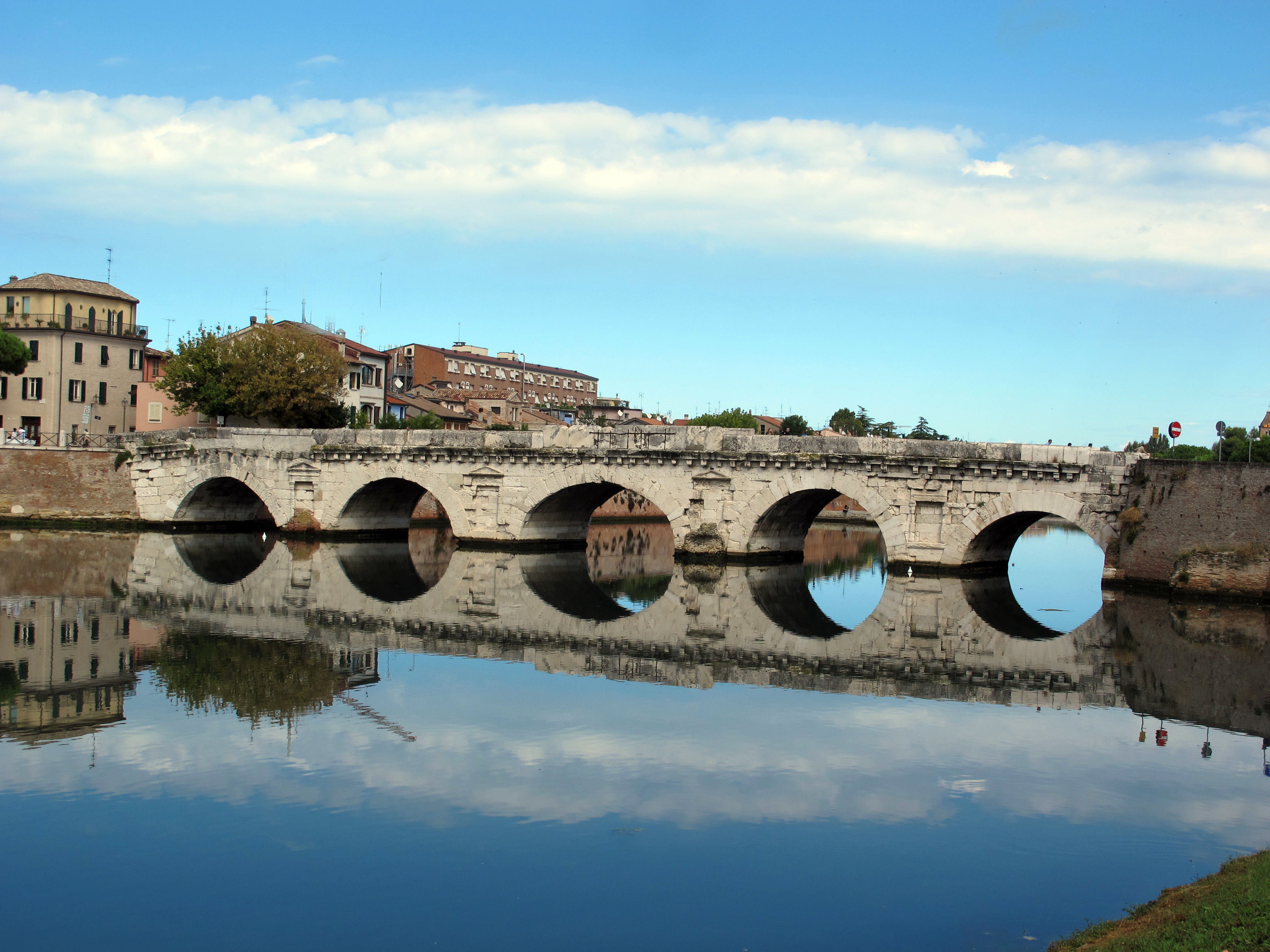
Rimini, ponte di Tiberio

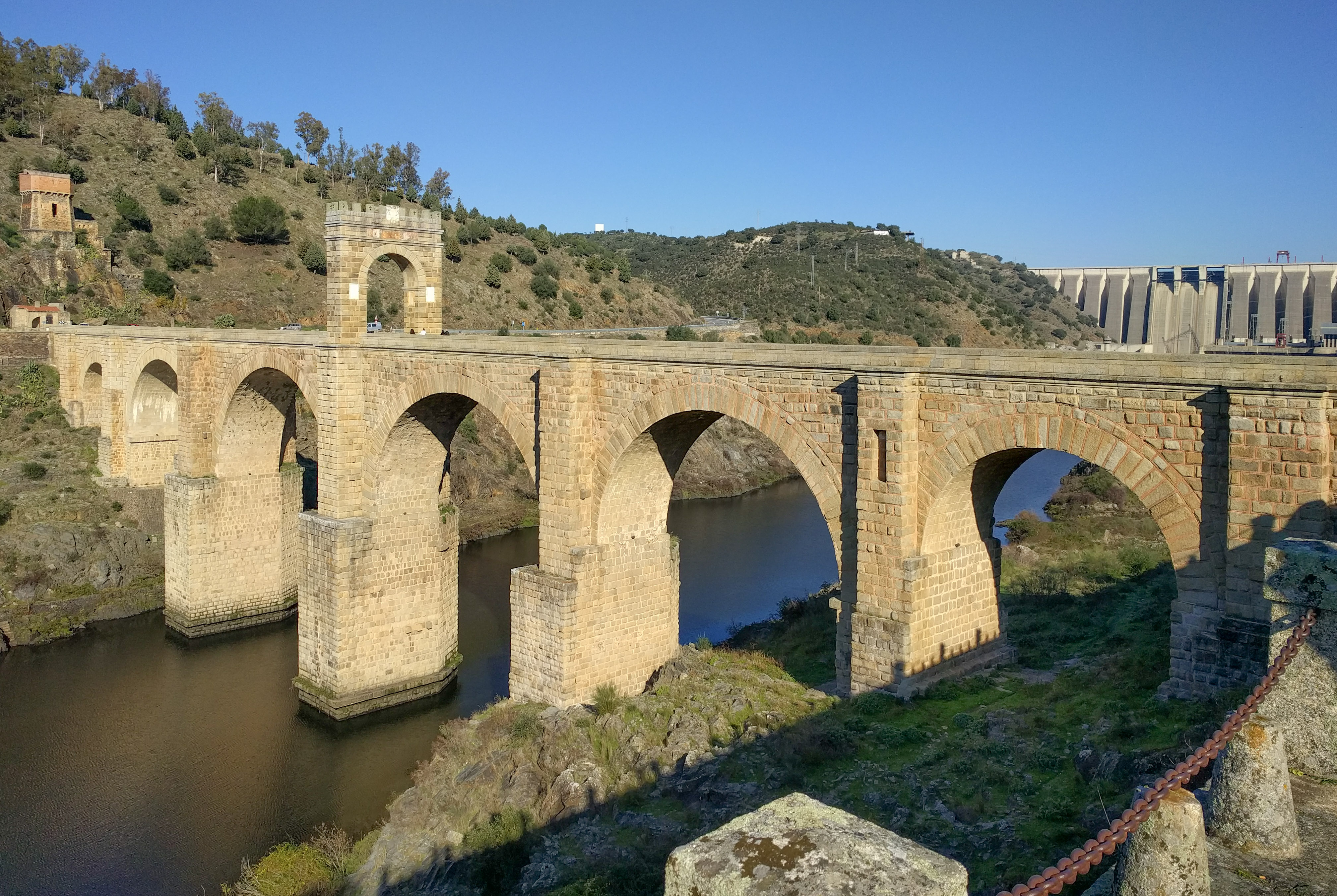
Spagna, ponte di Alcántara

Tra le infrastrutture stradali i ponti romani, per le loro tecniche costruttive, sono tra le più interessanti. I ponti venivano costruiti in legno o in pietra, a seconda delle necessità e delle possibilità di approvvigionamento o economiche. I ponti in legno erano usati per attraversare piccoli corsi d’acqua oppure erano ponti provvisori per scopi militari. Questi ultimi poggiavano su piloni infissi nel letto del fiume, oppure su basamenti in pietra. Tra questi è ricordato il ponte di Cesare sul Reno. Nella costruzione dei ponti in pietra, che utilizzavano l'arco come struttura di base, i Romani rivelarono una grande capacità costruttiva. Molti di essi sopravvivono intatti e sono considerati ancora oggi un modello di ingegneria idraulica. Tra i più famosi il ponte di Tiberio a Rimini, a cinque arcate, il ponte di Alcántara sul Tago, entrambi tra i meglio conservati, e quello di Traiano sul Danubio, alle porte di ferro, al confine tra le attuali Serbia e Romania, progettato da Apollodoro di Damasco e di cui restano pochi ruderi.
I primi ponti vennero costruiti in età repubblicana per attraversare il Tevere in ambito urbano: risalgono a quell'epoca il ponte Emilio o Ponte Rotto (179 a.C.), il ponte Milvio (109 a.C.), il ponte Fabricio (62 a.C.), ancora esistente.
In età imperiale inizia la costruzione dei primi ponti sulle grandi vie di comunicazione: il già citato ponte di Tiberio a Rimini e il ponte di Augusto a Narni, anch'esso a cinque arcate, di cui quella centrale alta 32 m sul letto incassato della Nera, entrambi sulla via Flaminia, il ponte di Ascoli Piceno, a due archi, sulla via Salaria e quello di Domiziano alla foce del Volturno, di cui resta una testata in laterizio, inglobata nel castello medioevale di Castel Volturno.

#### Le pietre miliari

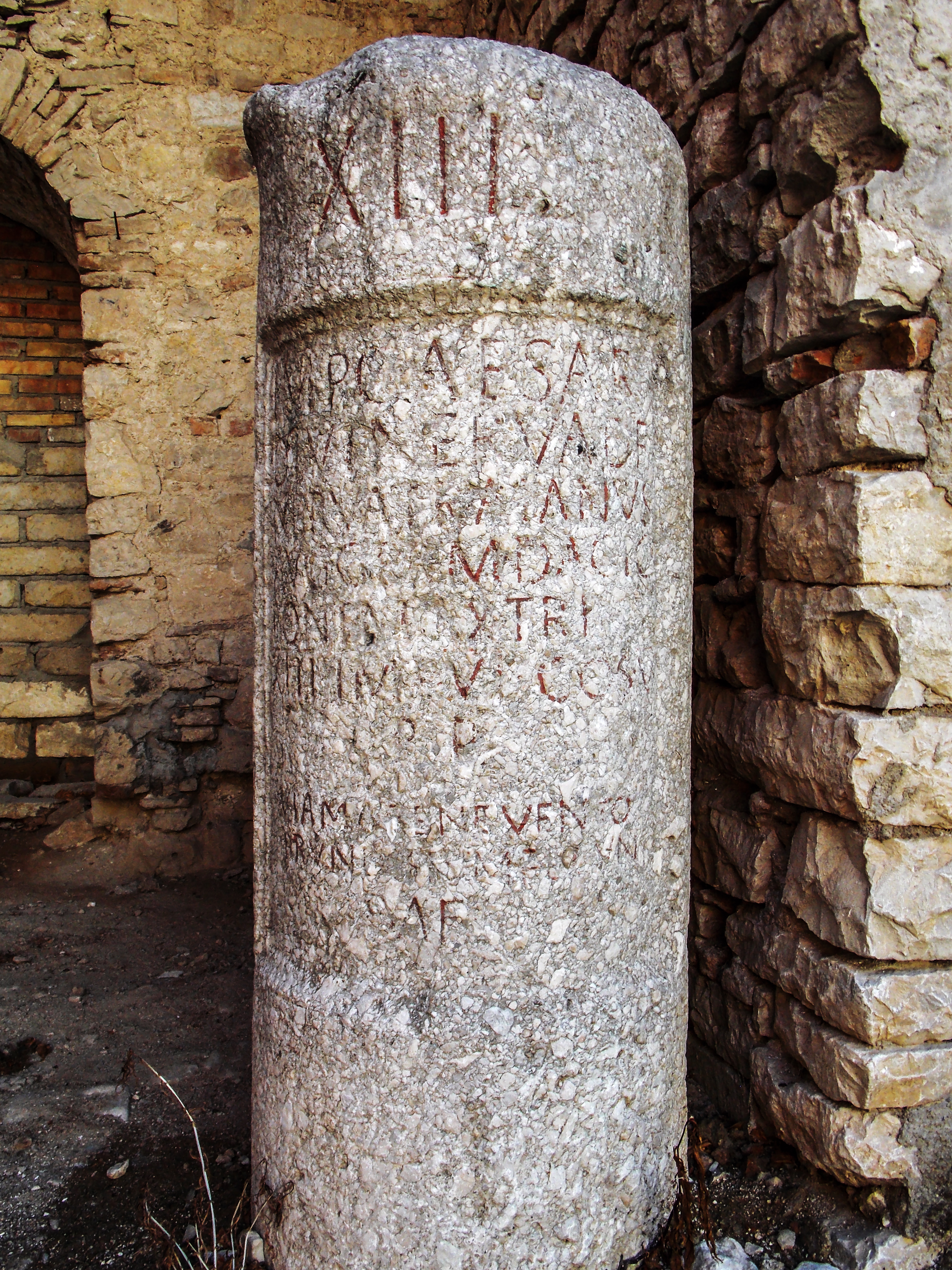
Pietra miliare della via Traiana, conservata presso il municipio di Buonalbergo, in provincia di Benevento

Le strade erano dotate di pietre miliari, che indicavano la distanza in miglia dalla città di partenza.
Secondo una diffusa ricostruzione le distanze delle strade in partenza da Roma erano misurate dal miliario aureo, una colonna in marmo rivestita di bronzo dorato posta nel Foro Romano accanto al tempio di Saturno, sulla quale sarebbero state incise a lettere dorate le distanze tra Roma e le principali città dell'impero.
Questa ricostruzione, basata su un'erronea interpretazione di un passo delle Vite parallele di Plutarco, è priva di riscontri nelle fonti; il Miliarium aureum era in realtà un monumento che celebrava Augusto nel suo ruolo di curator viarum, mentre le distanze erano ufficialmente misurate a partire dalle porte delle mura serviane. Per le altre strade, la distanza era riferita alla città di inizio della via o da un altro importante centro urbano, mentre, a differenza delle moderne indicazioni stradali, non era riportata la distanza ancora da coprire per raggiungere la meta.
Le pietre miliari vennero utilizzate già prima del 250 a.C. per la via Appia e dopo il 124 a.C. per la maggior parte delle altre strade. La pietra miliare, o miliarum era una colonna circolare su una solida base rettangolare, infissa nel terreno ai margini della strada, ed aveva dimensioni ragguardevoli, potendo arrivare fino a un metro e mezzo di diametro e oltre due metri di altezza. Sulla colonna era incisa la distanza in miglia dalla città di riferimento e spesso riportava iscrizioni con dediche ai personaggi pubblici che avevano ordinato la costruzione, il rifacimento o la riparazione della strada. Per le loro dimensioni erano ben visibili e in zone pianeggianti, in assenza di alberi ai margini della strada, da un miliario era possibile vedere in lontananza sia quello precedente che quello successivo.

##### Toponimi numerali

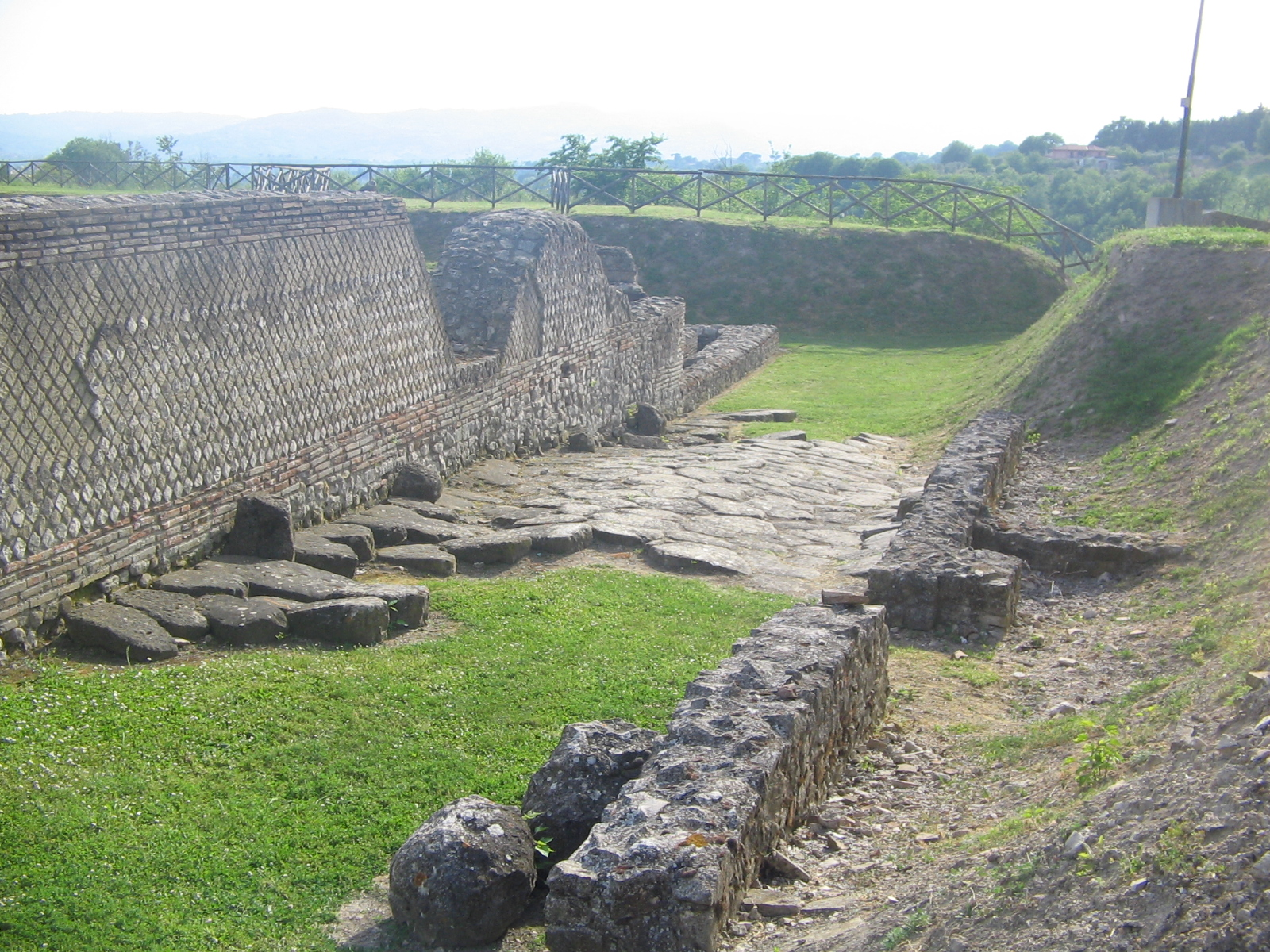
Strada romana ad Aeclanum

Il conteggio delle miglia lungo le antiche strade romane ha originato molti degli attuali toponimi numerali italiani, presenti soprattutto al centro nord e generalmente riferiti a nuclei urbani sorti nel medioevo sul sito di luoghi di sosta lungo le principali vie romane. Questi centri urbani, situati in prossimità delle maggiori città dell'antichità, riportano riferimenti numerali concentrati in genere attorno alla prima decina (Terzo, Quarto, Quinto, Sesto, Settimo, Ottavo, Nono, Decimo), più raramente su distanze maggiori; è eccezionalmente documentato il caso di Ad Centesimum, località posta sulla via Salaria a 100 miglia da Roma, citata nell'Itinerarium Antonini e identificata con Trisungo, frazione di Arquata del Tronto, nei pressi di Ascoli Piceno. Non ci sono evidenze di toponimi numerali riferibili al primo o al secondo miglio, distanze troppo vicine alla città di riferimento per richiedere la presenza di un punto di sosta attrezzato.
Un altro toponimo, in questo caso non numerale, derivato dall'uso delle pietre miliari, presente nel nord Italia ed in particolare nel milanese, è "Pilastro" o "Pilastrello", riferito a cascine o chiesette campestri sorte in corrispondenza delle colonne miliari di antiche strade romane.
L'esistenza di questi toponimi ha dato un importante contributo alla ricostruzione del percorso di molte vie romane. Di seguito un elenco parziale di toponimi numerali italiani:
Ad tertium lapidem (III)
- Terzo, comune in provincia di Alessandria, a tre miglia a ovest di Acqui Terme, sulla via Aemilia Scauri in direzione di Vado Ligure
- Terzo di Aquileia, comune in provincia di Udine, a tre miglia a nord di Aquileia
- Terzo, frazione del comune di Tolmezzo in provincia di Udine, sulla via Iulia Augusta, a tre miglia da Zuglio
- Terzo di Mezzo, frazione del comune di Postiglione, in provincia di Salerno, tre miglia a est di Eboli sulla via Popilia

Ad quartum lapidem (IV)
- Quart, comune della Valle d'Aosta, a quattro miglia da Aosta sulla via delle Gallie
- Quarto, comune nella città metropolitana di Napoli, a quattro miglia da Pozzuoli sulla strada che collegava questa città con Capua e la via Appia
- Quarto d'Altino, comune nella città metropolitana di Venezia, a quattro miglia da Mestre. La zona dell'antica Altinum era in epoca romana un importante crocevia stradale
- Quarto d'Asti, frazione del comune di Asti a quattro miglia dal capoluogo sulla via Fulvia
- Quarto Inferiore (conosciuto solitamente solo come Quarto) è una frazione appartenente al comune di Granarolo dell'Emilia nella Provincia di Bologna
- Quarto Superiore, frazione del comune di Bologna che sorge a poca distanza dalla summenzionata frazione di Granarolo.
- Quartu Sant'Elena, comune della città metropolitana di Cagliari al quarto miglio della strada che collegava Cagliari a Palau. Fino agli anni cinquanta del Novecento era ancora presente la relativa pietra miliare (popolarmente chiamata "sa perda mulla"), scomparsa durante i lavori di costruzione del mercato civico
- Quarto Cagnino, quartiere di Milano sulla strada romana per Novara, a quattro miglia dal centro del capoluogo lombardo
- Quarto Miglio, zona urbanistica del comune di Roma, nel Municipio Roma VII al quarto miglio della via Appia
- Quarto Oggiaro quartiere di Milano sulla strada romana per Varese, a quattro miglia dal centro del capoluogo lombardo
- Torri di Quartesolo, comune in provincia di Vicenza, a quattro miglia dal capoluogo; il toponimo "Quartesolo" sarebbe riferito al quarto miglio della via romana da Vicenza a Padova, strada che collegava quest'ultima città con la via Postumia
- Via di Quarto o Villa di Quarto o Castelquarto, zona collinare del comune di Firenze, al quarto miglio dal capoluogo lungo la Via Cassia in direzione di Prato.

Ad quintum lapidem (V)
- Quinto di Treviso, comune della provincia di Treviso, a cinque miglia dal capoluogo, sulla via che collegava la città con la via Aurelia veneta.[30]
- Quinto Vercellese, comune della provincia di Vercelli, a cinque miglia dal capoluogo, al bivio delle strade romane da Vercelli per Biella e Borgosesia[31]
- Quinto Vicentino, comune della provincia di Vicenza, a cinque miglia dal capoluogo sulla via Postumia
- Quinto Fiorentino, frazione del comune di Sesto Fiorentino, a cinque miglia da Firenze sul prolungamento della via Cassia in direzione di Pistoia e Lucca
- Quinto de' Stampi, frazione di Rozzano, nella città metropolitana di Milano, sulla via Mediolanum-Ticinum, a cinque miglia dal centro del capoluogo lombardo
- Quinto Romano, quartiere di Milano sulla strada romana per Novara, a cinque miglia dal centro del capoluogo lombardo
- Tor di Quinto, quartiere di Roma, al quinto miglio della via Cassia

Ad sextum lapidem (VI)
- Sesto al Reghena, comune della provincia di Pordenone, a sei miglia da Concordia Sagittaria, su una diramazione della via Iulia Augusta
- Sesto Calende, comune della provincia di Varese, a sei miglia da Somma Lombardo lungo la via Mediolanum-Verbannus
- Sesto Campano, comune della provincia di Isernia, a sei miglia da Venafro, su una diramazione della via Latina
- Sesto Cremonese, frazione capoluogo del comune di Sesto ed Uniti, in provincia di Cremona a sei miglia da Cremona sulla strada romana diretta a Laus Pompeia (Lodi) e da qui a Milano
- Sesto Fiorentino, comune nella città metropolitana di Firenze, a sei miglia dal capoluogo toscano sul prolungamento della via Cassia in direzione di Pistoia e Lucca
- Sesto San Giovanni, comune della città metropolitana di Milano, al sesto miglio della strada che collegava Milano con Monza e Lecco
- Sestu comune della città metropolitana di Cagliari al sesto miglio della strada che collegava Cagliari a Porto Torres. Nella parrocchiale di San Giorgio è custodita la pietra miliare che indicava il VI miglio
- Sesto Gallo e Sesto Ulteriano, frazioni di San Giuliano Milanese, al sesto miglio da Milano sulla strada romana per Lodi e Piacenza
- Pontesesto, frazione di Rozzano, nella città metropolitana di Milano, situato in corrispondenza di un ponte sul Lambro Meridionale, oggi scomparso, sulla via Mediolanum-Ticinum, a sei miglia dal centro di Milano
- Sesto di Moriano, frazione di Lucca, a sei miglia dalla città toscana, sulla via Clodia Nova

Ad septimum lapidem (VII)
- Settimo Milanese, comune nella città metropolitana di Milano sulla strada romana per Novara, a sette miglia dal capoluogo lombardo
- Settimo Rottaro, comune nella città metropolitana di Torino, a sette miglia a sud-est di Ivrea sulla strada romana per Vercelli
- Settimo San Pietro, comune della città metropolitana di Cagliari al settimo miglio della strada che collegava Cagliari a Palau, nel luogo in cui sono stati ritrovati anche resti di un acquedotto romano.[33]
- Settimo Torinese, comune nella città metropolitana di Torino, al settimo miglio da Torino sulla strada romana per Ticinum (Pavia)
- Settimo Vittone, comune nella città metropolitana di Torino, a sette miglia a nord di Ivrea sulla via delle Gallie, in direzione di Aosta
- Settimo, frazione del comune di Montalto Uffugo, a sette miglia a nord di Cosenza sulla via Popilia, in direzione di Capua.
- Settimello, frazione del comune di Calenzano, nella città metropolitana di Firenze, a sette miglia dal capoluogo toscano sul prolungamento della via Cassia in direzione di Pistoia e Lucca
- San Frediano a Settimo, frazione del comune di Cascina, in provincia di Pisa, al settimo miglio da Pisa sulla strada romana per Firenze
- Settimo, località di Portobuffolé, in provincia di Treviso, a sette miglia da Oderzo

Ad octavum lapidem (VIII)
- Ottavo, località del comune di Arezzo a otto miglia dal capoluogo sulla via Cassia
- Valdottavo, frazione di Borgo a Mozzano, in provincia di Lucca, a otto miglia da Lucca sulla via Clodia Nova

Ad nonum lapidem (IX)
- Annone Veneto, comune nella città metropolitana di Venezia, a nove miglia da Oderzo sulla via Postumia in direzione di Aquileia[34]
- Castello di Annone, comune della provincia di Asti, a nove miglia dal capoluogo sulla via Fulvia[35]
- Nus, comune della Valle d'Aosta, a nove miglia da Aosta sulla via delle Gallie[36]
- Ponte di Nona, località di Roma, al nono miglio della via Prenestina

Ad decimum lapidem (X)
- Decimomannu, comune della città metropolitana di Cagliari, situato a dieci miglia a nord del capoluogo di regione
- Diecimo, frazione di Borgo a Mozzano, in provincia di Lucca, a dieci miglia dal capoluogo sulla via Clodia Nova
- Diémoz, frazione del comune di Verrayes, nella Valle d'Aosta, sede di una mansio a dieci miglia da Aosta sulla via delle Gallie
- Cascina Decima, località nel comune di Lacchiarella, nella città metropolitana di Milano, sulla via Mediolanum-Ticinum, a dieci miglia dal centro del capoluogo lombardo
- Pontedecimo, quartiere di Genova, sorto sulla via Postumia in corrispondenza del Pons ad decimum miliarium sul torrente Riccò, affuente del torrente Polcevera, a dieci miglia dal centro di Genova
- Azzano Decimo, comune a sud di Pordenone, posto a dieci miglia da Concordia Sagittaria, su una diramazione della via Iulia Augusta, in direzione nord

Ad quartum decimum lapidem (XIV)
- Quattordio, comune della provincia di Alessandria, a quattordici miglia dalla città di Asti (Hasta Pompeia) sulla via Fulvia

Ad quintum decimum lapidem (XV)
- Quintodecimo, frazione di Acquasanta Terme, in provincia di Ascoli Piceno, a quindici miglia dal capoluogo provinciale, sulla via Salaria

Ad tricesimum lapidem (XXX)
- Tricesimo, comune della provincia di Udine, a trenta miglia da Aquileia sulla via Iulia Augusta

## Gli itineraria
I romani e i viaggiatori antichi in generale non usavano mappe stradali, ma per orientarsi durante un viaggio e valutare i tempi di percorrenza venivano usati gli itineraria, semplici liste di città che si incontravano lungo la strada. Per dare ordine e maggiori spiegazioni, i romani disegnavano dei diagrammi di linee parallele che mostravano le ramificazioni delle strade; non potevano essere considerati mappe, perché rappresentavano solo l'andamento e le interconnessioni delle strade, ma non la morfologia del terreno. Questi diagrammi venivano presumibilmente ricopiati e venduti ai viaggiatori. I migliori avevano dei simboli per le città, per le stazioni di sosta, per i corsi d'acqua e così via.
Dopo il primo itinerario maestro, voluto da Cesare e Marco Antonio, ne vennero realizzati altri. L'Itinerarium Provinciarum Antonini Augusti (Itinerarium Antonini) risale all'inizio del III secolo. Prende il nome dall’imperatore Marco Aurelio Antonino Augusto, più noto come Caracalla. Fu stampato per la prima volta nel 1521 e riporta un elenco delle stazioni e delle distanze tra le località poste sulle diverse strade dell'Impero.
Un altro famoso itinerario che ci è pervenuto è la Tabula Peutingeriana, che inizia già ad assumere la forma di una carta geografica, benché molto primitiva. La Tabula Peutingeriana è una copia medioevale in pergamena di una mappa romana che mostra le vie militari dell'impero. La Cosmografia ravennate risale al VII secolo, ma riprende materiale di epoche precedenti.
Talvolta sono stati ritrovati itinerari riportati sugli oggetti più disparati, come le celebri Coppe di Cadice (detti anche bicchieri di Vicarello), quattro coppe d'argento trovate nel 1852 nei pressi di Vicarello (Bracciano) durante gli scavi per la costruzione di una casa, che portano incisi i nomi e le distanze delle stazioni fra Cadice e Roma.
L'Itinerarium Burdigalense (Itinerario di Bordeaux), risale al IV secolo e descrive il percorso da Bordeaux (Burdigala), sulla costa atlantica della Gallia, fino a Gerusalemme, ed è il più antico itinerario riferibile ad un pellegrinaggio cristiano in Terra santa.

## Servizi

### Punti di sosta

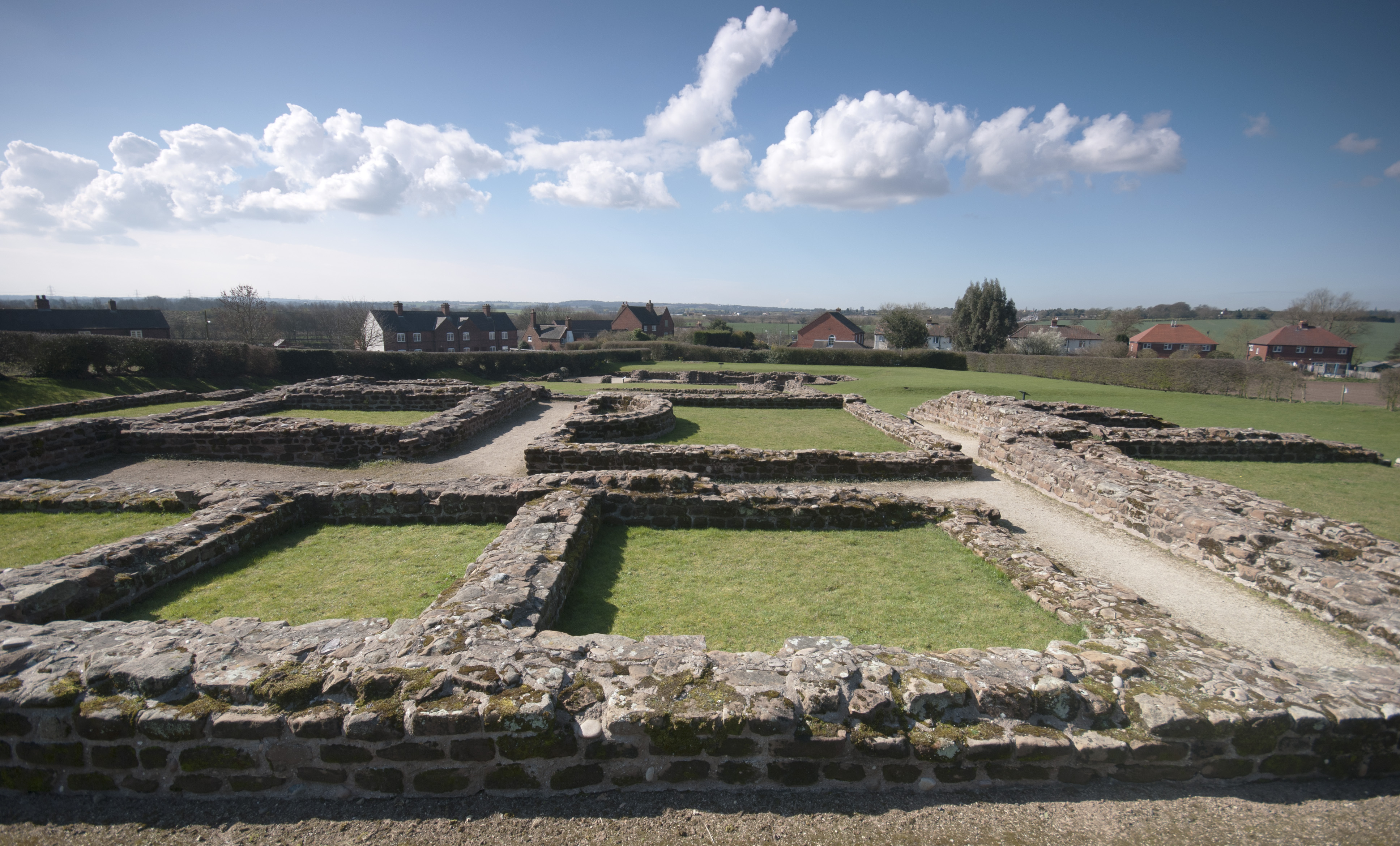
Resti della mansio di Letocetum, sulla Watling Street, strada romana della Britannia che collegava Inghilterra e Galles

Una legione in marcia non aveva bisogno di punti di sosta, perché portava con sé un intero convoglio di bagagli (impedimenta) e costruiva ogni sera il proprio campo (castrum) a lato della strada.
Per gli altri viaggiatori, dal tempo di Augusto furono istituiti lungo il percorso dei luoghi di sosta dotati di servizi. I più importanti, riservati ai funzionari pubblici, erano le mansiones; situate lungo le vie principali a circa una giornata di viaggio, permettevano ai viaggiatori di fermarsi e pernottare. Presso le mansiones sorgevano le cauponae, per ospitare il personale che viaggiava come scorta dei funzionari. Un viaggiatore a piedi percorreva circa 20 miglia al giorno, una staffetta di corrieri governativi a cavallo poteva coprire una distanza di 50 miglia, ma in casi eccezionali poteva percorrere anche 80-100 miglia in un giorno. Come raccontano diversi storici di quel tempo nel 9 a.C. Tiberio, che si trovava a Ticinum (Pavia), usando queste stazioni raggiunse rapidamente a Mogontiacum il fratello Druso il Germanico, morente per una gangrena causata da una caduta da cavallo, percorrendo duecento miglia in un giorno e in una notte.
Tra due mansiones sorgevano diverse mutationes, stazioni per il cambio di cavalli, muli e buoi. Qui si poteva usufruire anche dei servizi di stallieri, maniscalchi ed equarii medici, cioè veterinari specializzati nella cura dei cavalli e officine per la manutenzione dei carri, oltre che il rifornimento di viveri.
Per i comuni viaggiatori, a cui non era permesso alloggiare nelle mansiones, presso i punti di sosta sorsero delle locande private, le tabernae, locali a basso costo, spesso poco raccomandabili. Benché identificati con lo stesso termine utilizzato per le osterie cittadine, questi locali avevano piuttosto una funzione di "ostelli"; col tempo divennero più lussuosi e la loro fama si differenziò, guadagnandosi una maggiore o minore reputazione a seconda del livello dei servizi offerti e delle persone che li frequentavano.

### Il servizio postale
Nell'Impero Romano esistevano due servizi postali, uno pubblico e uno privato.
Il cursus publicus, istituito da Augusto per assicurare le comunicazioni del potere centrale con gli organi amministrativi periferici, portava la posta ufficiale attraverso una rete diffusa su tutto il sistema viario romano. I mezzi di trasporto più usati nel cursus publicus erano il birotium (piccolo carro a due ruote) e il cisium, ma per le consegne più urgenti si usavano corrieri a cavallo. Questo servizio poteva essere utilizzato soltanto dalle autorità statali e non da tutti i cittadini. Inizialmente i corrieri erano militari, più tardi vennero sostituiti da liberti e anche da schiavi.
Oltre al servizio rapido per la posta venne istituito anche il cursus clabularis, effettuato con carri pesanti per il trasporto degli approvvigionamenti. Il tragitto tra una città e l'altra era organizzato in stazioni di cambio dei cavalli chiamate statio posita da cui derivò il nome stazione di posta.
Con l'estendersi del dominio romano venne a crearsi una rete di affari che favorì l'ascesa di una nuova classe sociale imprenditoriale. Per le loro esigenze di comunicazione, questi facoltosi imprenditori potevano servirsi di corrieri a cavallo detti tabellarii o cursores, una rete postale privata che consegnava la posta a tariffe prestabilite con un sistema a staffetta. In funzione di questo servizio venne organizzata una rete capillare di stazioni di posta. La percorrenza media giornaliera era di circa 45 miglia (70 km). I tabellarii portavano un caratteristico cappello in pelle a larghe tese, chiamato petasus per ripararsi dal sole e dalla pioggia.
Accanto a questi sulle strade viaggiavano altri corrieri privati, liberti o schiavi fidati ai quali i ricchi romani affidavano personalmente corrispondenza o merci da recapitare.

## Mezzi di trasporto

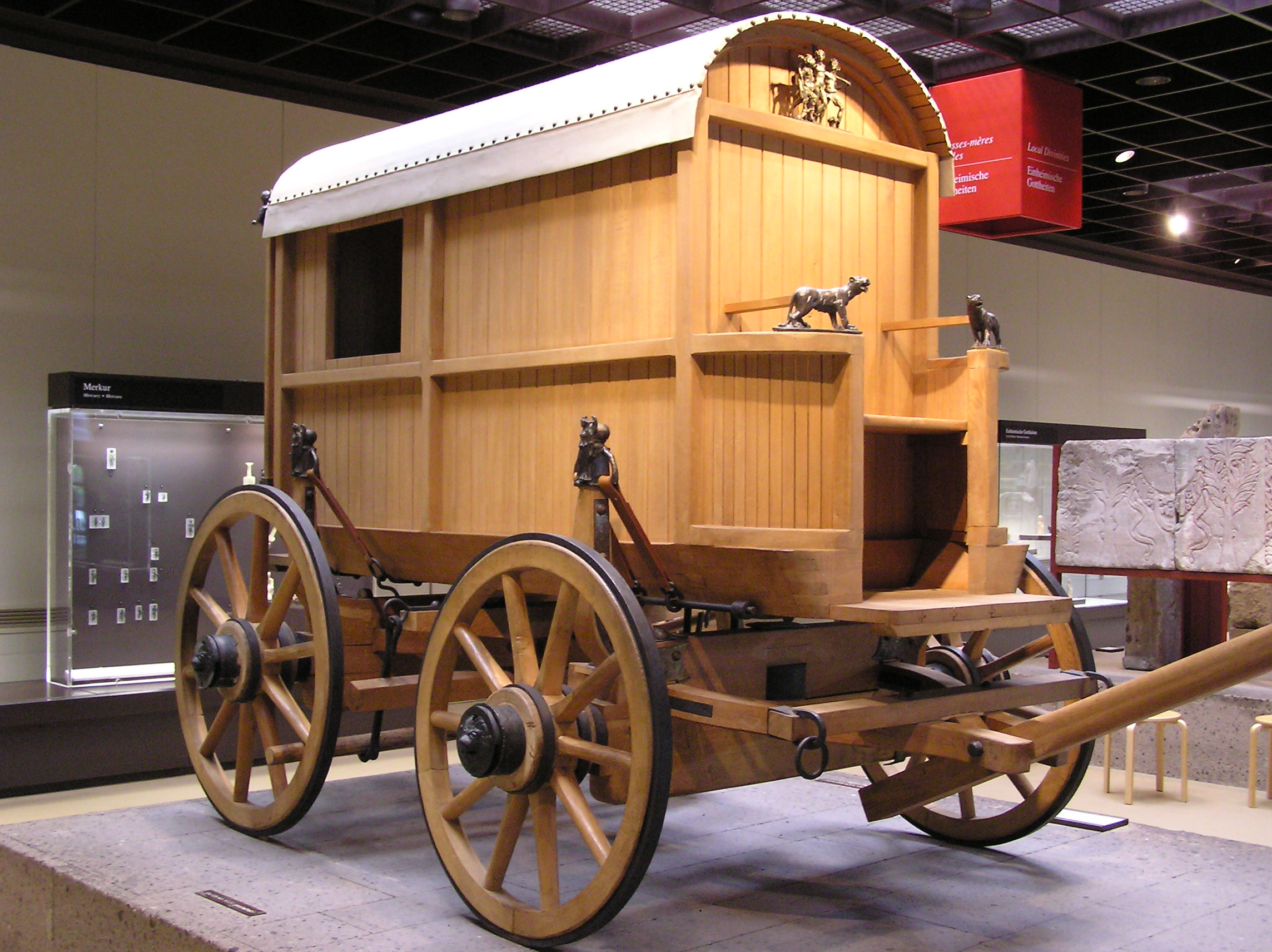
Ricostruzione di diligenza romana

Sulle strade extraurbane i Romani usavano diversi tipi di veicoli: per il trasporto di merci l'utilizzo dei carri era generalizzato; il carro più diffuso era detto plaustrum o plostrum. I carri avevano quattro ruote in legno pieno dello spessore di diversi centimetri, di cui le anteriori più piccole, ed un robusto pianale in tavole con due fiancate per contenere il carico. L'asse anteriore poteva ruotare su un perno per affrontare le curve.
L'esercito usava un carro standard detto carrus, il cui uso era regolamentato nell'ambito del cosiddetto cursus clabularis, il servizio di trasporto di merci e persone utilizzato dall'esercito sulle lunghe distanze. Questo carro viaggiava al seguito delle legioni, trasportandone gli impedimenta, cioè i bagagli.
Per il trasporto di persone, esistevano diversi tipi di calessi e carrozze. Cisium ed essedum erano calessi di piccole dimensioni a due ruote, molto antichi; trainati da un cavallo, portavano solo due persone senza bagaglio, erano quindi adatti solamente a brevi percorsi. I cisia, veloci e leggeri, erano i calessi più comuni disponibili per il noleggio, e venivano affittati dai cisarii, che avevano sede alle porte delle città, poiché la Lex Iulia Municipalis del 45 a.C., applicata prima a Roma e poi estesa alle principali città vietava, con poche eccezioni, di introdurre veicoli in città nelle ore diurne.
Sulle lunghe percorrenze il mezzo più diffuso era la raeda (o rheda), una carrozza a quattro ruote e con un pianale con alte sponde, sul quale venivano montati dei sedili. Ogni lato aveva uno sportello per entrare. La raeda portava quattro persone con i loro bagagli, fino al massimo peso legalmente consentito di 1000 libbre. Veniva tirata da una muta di buoi, muli o cavalli, e poteva essere coperta con un telo in caso di cattivo tempo.
Simile alla raeda era la carruca, antenata delle diligenze usate per il trasporto pubblico molti secoli dopo, che portava fino a sei persone ed era coperta da un tendone, probabilmente in pelle; anche il posto del conduttore era protetto dalle intemperie. Una versione, detta carruca dormitoria, era attrezzata per consentire ai passeggeri di dormire durante il viaggio in modo relativamente confortevole.

## Principali strade romane
Benché il tracciato delle principali strade sia noto, in molti casi esistono tra gli studiosi disparità di opinioni per la mancanza di evidenze archeologiche dovute all'interramento nel tempo della sede stradale o al contrario all'asportazione dei tratti sopraelevati o ancora perché le strutture sono state distrutte dall'espansione urbanistica delle città. Molte strade moderne ancora seguono il tracciato di quelle romane o, pur con un percorso leggermente diverso, ne riprendono la denominazione.

### Francia

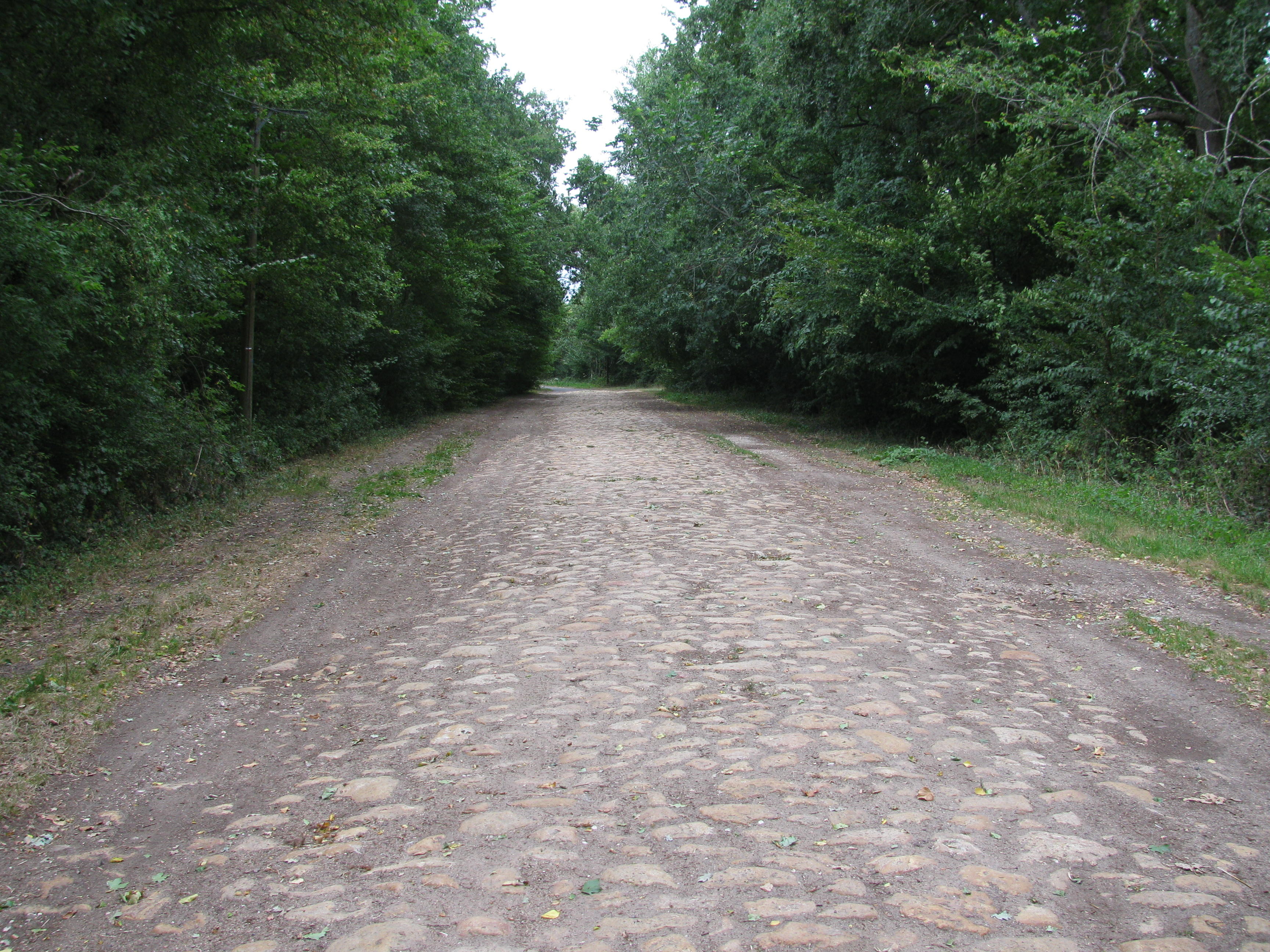
Strada romana nei pressi di La Celle-sur-Loire, in Francia

- Via Domizia (121 a.C.), da Nîmes ai Pirenei, dove si collegava alla Via Augusta presso il Colle di Panissars.
- Via Aquitania (118 a.C.), da Narbona, dove si congiungeva alla via Domizia, all'Oceano Atlantico, attraverso Tolosa e Bordeaux.
- Via Agrippa (circa 40 a.C.), rete stradale ideata da Marco Vipsanio Agrippa costituita da più percorsi aventi origine a Lione. Tracce sono visibili nelle vicinanze del sito archeologico di Camp de Cora (Yonne).
- Strada costiera romana da Bordeaux a Dax

### Grecia
- Via Egnatia (146 a.C.), da Apollonia, nell'attuale Albania, a Costantinopoli, attraverso la Grecia, la Macedonia e la Tracia

### Italia

Alcune strade consolari che partono da Roma.

#### Principali strade consolari che iniziavano da Roma
- Via Appia, iniziata nel 312 a.C. e completata nel 264 a.C., prende il nome dal censore Appio Claudio Cieco che ne avviò la costruzione; da Roma raggiunge Brindisi attraverso Capua, Benevento e Taranto.[5]
- Via Aurelia (III secolo a.C.): da Roma a Pisa. Costruita dal console Gaio Aurelio Cotta era una via litoranea lungo la costa dell'Etruria.[5]
- Via Cassia (II secolo a.C.): da Roma a Firenze, attraverso l'Etruria interna (Sutri, Bolsena, Chiusi, Arezzo).[5]
- Via Flaminia (220 a.C.): da Roma a Rimini. Costruita dal console Gaio Flaminio attraversava l'Umbria e il Piceno, raggiungeva il litorale adriatico a Fano e proseguiva fino a Pesaro e Rimini.[5]
- Via Salaria: da Roma a Castrum Truentium (Porto d'Ascoli, oggi frazione di San Benedetto del Tronto), sul Mare Adriatico; è probabilmente la più antica delle strade romane.[5]

#### Altre strade romane in Italia

##### Italia settentrionale
- Via Aemilia Scauri (109 a.C.): prolungava la Via Aurelia da Luna fino a Genova e Vada Sabatia. La Via Aemilia Scauri fu realizzata da Marco Emilio Scauro censore nel 109 a. C., al quale si deve anche l'altro tronco della strada che congiungeva Vada Sabatia e Dertona, dove si allacciava con la via Postumia proseguendo fino a Piacenza.
- Via Annia (131 a.C.), da Adria attraverso Padova ad Aquileia.
- Via Aurelia (75 a.C.): da Padova ad Asolo.
- Via Brixiana (I secolo a.C.) da Cremona a Brescia[44] In epoca imperiale costituiva un raccordo tra la via Postumia e la via Gallica[45]
- Via Emilia (187 a.C.): la via più importante dell'Italia settentrionale prendeva il nome dal console Marco Emilio Lepido e da Rimini (Ariminum) giungeva a Piacenza (Placentia) con un percorso quasi in linea retta.[5]
- Via Emilia Altinate da Padova a Bologna[46]
- Via Flavia (79 d.C.), nella provincia Venetia et Histria, fu costruita dall'imperatore Vespasiano. La strada partiva da Tergeste (Trieste) e costeggiando il litorale istriano raggiungeva Fiume passando per Pola[5]
- Via Fulvia (123 a.C.), da Dertona (Tortona) ad Hasta (Asti) e Augusta Taurinorum (Torino)[5]
- Via Gallica (40 d.C.)., da Verona a Milano, passando Brescia e Bergamo, utilizzata soprattutto nel tardo impero, quando Milano era divenuta la capitale dell'Impero romano d'Occidente[47]
- Via Gemina (fine del I secolo a.C.): da Aquileia a Trieste
- Via Iulia Augusta, collegava Aquileia con il Norico passando per Iulium Carnicum e il passo di Monte Croce Carnico; non si conosce la denominazione originaria di questa via, il nome "Iulia Augusta" con cui è identificata è attribuito dagli storici all'archeologo Carlo Gregorutti che l'avrebbe proposto in un suo articolo nel 1884[48][49]
- Via Julia Augusta (13 a.C.): da Piacenza, passando per Dertona (Tortona) e Aquae Statiellae (Acqui Terme) ripercorrendo la via Aemilia Scauri raggiungeva Vada Sabatia (Vado Ligure) e quindi per la riviera ligure di ponente giungeva in Gallia, ad Arles[5]
- Via Mediolanum-Bellasium, che metteva in comunicazione Mediolanum (Milano) con Bellasium (Bellagio)[50].
- Via Mediolanum-Bilitio, che metteva in comunicazione Mediolanum (Milano) con Bilitio (Bellinzona) o forse anche Curia Raetorum (Coira)) passando da Varisium (Varese) e, solo ipoteticamente, da Luganum (Lugano)[51].
- Via Mediolanum-Brixia, che metteva in comunicazione Mediolanum (Milano) con Brixia (Brescia) passando da Cassianum (Cassano d'Adda)[52].
- Via Mediolanum-Cremona (detta "Augusta"), che metteva in comunicazione Mediolanum (Milano) con Cremona (Cremona) passando da Gombito[53].
- Via Mediolanum-Placentia, che metteva in comunicazione Mediolanum (Milano) con Placentia (Piacenza) passando da Laus Pompeia (Lodi Vecchio)[54]
- Via Mediolanum-Ticinum, che congiungeva Ticinum (Pavia) con Mediolanum (Milano)[55]
- Via Mediolanum-Verbannus (I secolo a.C.): da Milano al porto commerciale di Angera, sul lago Maggiore, chiamato Verbannus dai Romani.[56][57]
- Via Opitergium-Tridentum da Oderzo a Trento. Apparteneva al sistema infrastrutturale della Via Claudia Augusta[58]
- Via Popilia-Annia (132 a.C. - 131 a.C.): portava da Rimini ad Aquileia per Ravenna, Altino e Concordia Sagittaria[5]
- Via Postumia (148 a.C.): da Genova ad Aquileia. Voluta dal console Spurio Postumio Albino aveva il suo snodo principale nella città di Piacenza. Da qui verso levante attraversava Verona, Vicenza e Concordia Sagittaria, verso ponente passava per Tortona e Libarna (Serravalle Scrivia), da dove scendeva a Genova[5]

##### Italia centrale
- Via Ariminensis, da Arretium (Arezzo) ad Ariminum (Rimini)
- Via Cecilia (142 a.C. o 117 a.C.): si staccava dalla Via Salaria andando verso la costa adriatica raggiungendo Amiternum e Hatria (Atri), superando l'Appennino centrale al passo oggi chiamato delle Capannelle.
- Via Clodia Nova da Lucca a Luni attraverso la Garfagnana[59][60]
- Via Clodia, da Roma staccandosi dalla Cassia attraverso la maremma toscana si congiungeva con l'Aurelia fra Orbetello e Grosseto[5]
- Via Curia: da Reate (Rieti) a Interamna (Terni)[61]
- Via Faventina da Faenza a Firenze[62]
- Via Flaminia militare (187 a.C. circa), strada militare da Arezzo a Claterna (sulla via Emilia vicino a Bologna)[5]
- Via Latina, attraversava l'entroterra laziale e campano (zona degli Ernici, il Liri e il Volturno) e si collegava poi a Casilinum con la via Appia[7]
- Via Quinctia, da Fiesole e Firenze a Pisa.
- Via Salaria Gallica: strada intervalliva tra Asculum (Ascoli Piceno) e Sena Gallica (Senigallia) (nell'odierna regione Marche)[7]
- Via Salaria Picena: strada litoranea che collegava la Via Flaminia alla Via Salaria partendo da Fanum Fortunae (Fano) e arrivando a Castrum Truentinum, nei pressi di Porto d'Ascoli[7]
- Via Sarsinate da Sarsina a Rimini[63][64]
- Via Severiana, che collegava Ostia a Terracina[5][65]
- Via Sublacense, dalla via Valeria a Subiaco[66][67][68]
- Via Tiburtina Valeria, da Roma a Pescara. In origine era una strada locale che da Roma portava a Tibur (Tivoli). Il suo prolungamento fino a Corfinium, tra il III e il IV secolo a.C., prese il nome di via Valeria. Venne prolungata in epoca augustea fino a Pescara e ammodernata dall'imperatore Claudio. In suo onore il tratto da Collarmele a Pescara fu ribattezzato "via Claudia Valeria"[7][69][70]

###### Strade locali nell'area di Roma
- Via Anagnina: da Roma ad Anagni; corrisponde al primo tratto della via Latina
- Via Ardeatina: da Roma ad Ardea
- Via Collatina, da Roma a Collatia; fu in seguito prolungata fino alla Tiburtina nel punto in cui questa passa alla riva sinistra dell'Aniene, presso Ponte Lucano.
- Via Cornelia: da Roma (Porta Cornelia, presso il Vaticano) a Cerveteri, dove si congiungeva con l'Aurelia[7]
- Via Labicana, da Roma verso sud-est per Labicum, sui colli Albani, formando un sistema con la Praenestina. Il percorso fuori delle mura della Labicana divenne in seguito il tratto iniziale della via Casilina, strada medioevale che proseguiva poi sul tracciato della via Latina fino a Capua[7]
- Via Laurentina: da Roma a Laurentum
- Via Nomentana, da Roma a Nomentum, nei pressi dell'attuale Mentana
- Via Ostiense, da Roma a Ostia
- Via Portuense: da Roma al porto situato alla foce del Tevere, nei pressi dell'attuale Fiumicino. La strada fu costruita razionalizzando ed ampliando l'antica via Campana, così chiamata perché proveniva dal campus salinarum, le saline che si trovavano alla foce del Tevere[7]
- Via Prenestina, da Roma a Praeneste (Palestrina)
- Via Satricana, da Roma a Satrico[7][71]
- Via Tiberina, da Roma a Ocriculum, fu utilizzata fin da epoca preistorica, come insieme di tratturi lungo il corso del Tevere, poi da Etruschi e Falisci e quindi dal IV secolo a.C. dai Romani[72]. Fino alla costruzione della Via Flaminia era il principale collegamento con l'Umbria.
- Via Trionfale da Roma a Veio[7]

##### Italia meridionale e Sicilia
- Via Aemilia (126 a.C.): dalla valle dell'Ufita (ove si staccava dalla via Appia) ad Aequum Tuticum, con probabile proseguimento verso l'Apulia
- Via Appia Traiana, costruita da Traiano fra il 108 e il 110 d.C., si staccava dalla via Appia a Benevento, giungeva in prossimità del mare Adriatico, poi seguiva la costa fino a Brindisi[5]
- Via Augusta Sallentina: da Taranto a Otranto
- Via Aurelia Aeclanensis (II secolo d.C.): da Aeclanum ad Herdonia
- Via Domizianaː prende il nome dall'imperatore Domiziano che la fece costruire nel 95 d.C., va da Sinuessa (nei pressi di Mondragone) a Puteoli (Pozzuoli)[5]
- Via Herculia, realizzata per volere di Diocleziano alla fine del III secolo d.C.; andava da Aufidena (nel Sannio) a Heraclea (nei pressi dell’attuale Policoro), intersecandosi con la via Traiana all'altezza di Aequum Tuticum (presso Ariano Irpino).[73][74]
- Via Minucia (110 a.C.): da Benevento a Brindisi; ad eccezione di alcune rettifiche o varianti di tracciato, il percorso sarà poi ricalcato (in epoca imperiale) dalla via Appia Traiana.
- Via Pompeia o Pompea (II secolo a.C.): da Messina a Siracusa[75]
- Via Popilia (132 a.C.): portava da Capua fino a Reggio Calabria[5][76]. In un'iscrizione commemorativa trovata a Polla, nel Vallo di Diano, il suo costruttore (che si ritiene fosse il console Popilio, sebbene non sia stato identificato con certezza), vanta di aver costruito lungo tutto il percorso (320 miglia) i ponti, le mansiones, le pietre miliari, ed associa la realizzazione di quest’opera alla riforma agraria.[3]
- Via Traiana Calabra, prolungamento della via Appia Traiana da Brindisi a Otranto[77]
- Via Valeria (II secolo a.C.), percorreva il litorale tirrenico della Sicilia, da Messina a Lilibeo[7]

#### Strade transalpine
I Romani costruirono anche strade d'alta montagna per valicare le Alpi e dirette verso le Gallie, la Rezia e il Norico.
- Via Claudia Augusta: iniziata dopo le campagne militari in Rezia e Vindelicia del 15 a.C. da Druso maggiore e Tiberio, figliastri di Augusto, valicava le Alpi e collegava Verona alle rive del Danubio attraverso "Tridentum" (Trento), "Pons Drusi" (Bolzano) e il passo di Resia; una sua diramazione da Bolzano risaliva la valle dell'Isarco e raggiungeva "Veldidena" (Innsbruck) attraverso il passo del Brennero[5]
- Via Iulia Augusta: valicava le Alpi al passo di Monte Croce Carnico e collegava Aquileia con le città di Aguntum e Virunum, nella provincia del Norico, nell'attuale Austria.[78] Una via in compendium, convenzionalmente denominata via Aguntum-Vipitenum, attraverso la val Pusteria collegava la Iulia Augusta alla diramazione della Claudia Augusta diretta al Brennero.[79]
- Via Cozia da Augusta Taurinorum (Torino) a Gap (Francia) attraverso Segusium (Susa) e il Colle del Monginevro. Si sovrappone in parte alla Via Domizia Tra i vari resti di questa via resta giunti fino a noi rimane un importante monumento, l'arco di Augusto a Susa[5]
- Via Domizia da Segusium (Susa) a Narbo Martius (Narbona) in Linguadoca-Rossiglione, tramite il colle del Monginevro
- Via delle Gallie, da Eporedia (Ivrea) risaliva la valle della Dora Baltea fino ad Augusta Praetoria (Aosta), dove si biforcava in due rami che raggiungevano i passi alpini dell'Alpis Graia (colle del Piccolo San Bernardo) dove sono i resti di una mansio, e dell'Alpis Poenina (colle del Gran San Bernardo)). Sul versante francese la strada raggiungeva Moûtiers mentre il ramo che superava l'Alpis Poenina scendeva a Octodurum (Martigny), nell'attuale Svizzera[5][80][81]
- Via Regina, che collegava il porto fluviale di Cremona (la moderna Cremona) con Clavenna (Chiavenna), e da qui con la Rezia, passando da Mediolanum (Milano)[82][83].
- Via Spluga, che metteva in comunicazione Mediolanum (Milano) con Lindavia (Lindau) passando dal passo dello Spluga (Cunus Aureus)[84]

### Spagna

Strade romane in Spagna romana, o Iberia romana

- Via Augusta, attraversava la Spagna dal Colle di Panissars, sui Pirenei, a Cadice sulla costa atlantica. Le città più importanti attraversate dalla strada erano Valencia, Tarragona, Cordova e Siviglia; una variante toccava Barcellona
- Via Delapidata (Iter ab Emerita Asturicam), attraversava la Spagna occidentale da nord a sud, da Augusta Emerita (Mérida) ad  Asturica Augusta  (Astorga)
- Via romana da Mérida a Saragozza (via XXV)
- Strada romana della Fuenfría

#### Strade transpirenaiche
- Via Asturica-Burdigala, collegava Astorga, nella Spagna romana, con Bordeaux, una delle città più importanti della Gallia, superando i Pirenei al passo di Roncisvalle.[85][86]

### Regno Unito
- Batham Gate
- Akeman Street
- Akeman Street (Cambridgeshire)
- Ackling Dyke
- Dere Street
- Doctor's Gate
- Ermine Street
- Fen Causeway
- Fosse Way
- Mastiles Lane
- Strade romane Londra-Inghilterra orientale
- Peddars Way
- Stane Street
- Stanegate
- Via Devana
- Watling Street
- Pye Road
- Strada romana da Silchester a Bath
- Stane Street (Chichester)

### Germania inferiore (Germania, Belgio, Paesi Bassi)

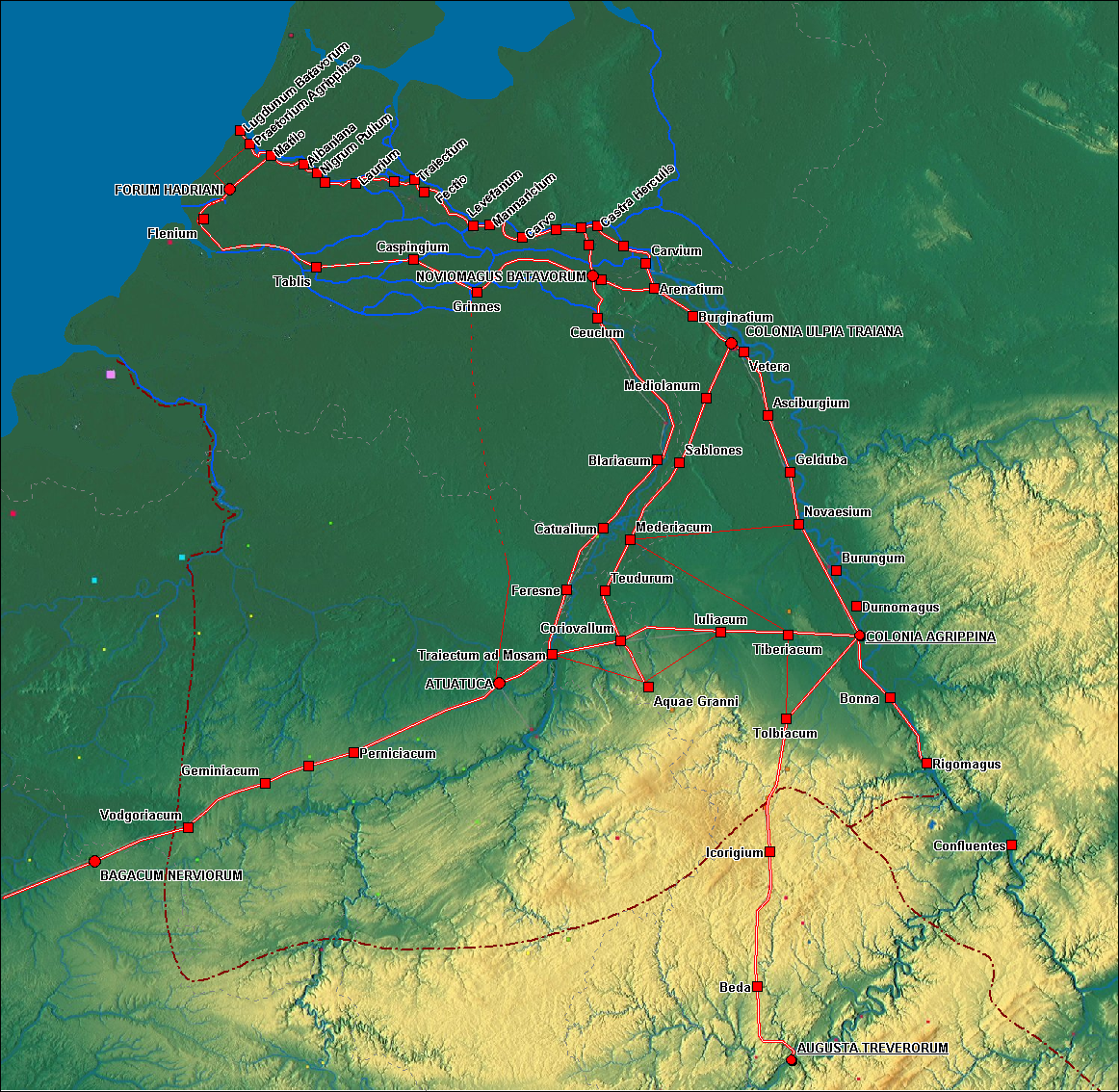
Principali strade romane in Germania Inferiore

- Strada romana da Treviri a Colonia
- Via Belgica (Boulogne-Colonia)
- Limes renano basso
- Collegamenti tra Limes renano basso e via Belgica
- Strada romana da Kempten a Bregenz
- Strada romana da Reims a Treviri
- Lange Meile
- Via iuxta Danuvium

### Penisola balcanica

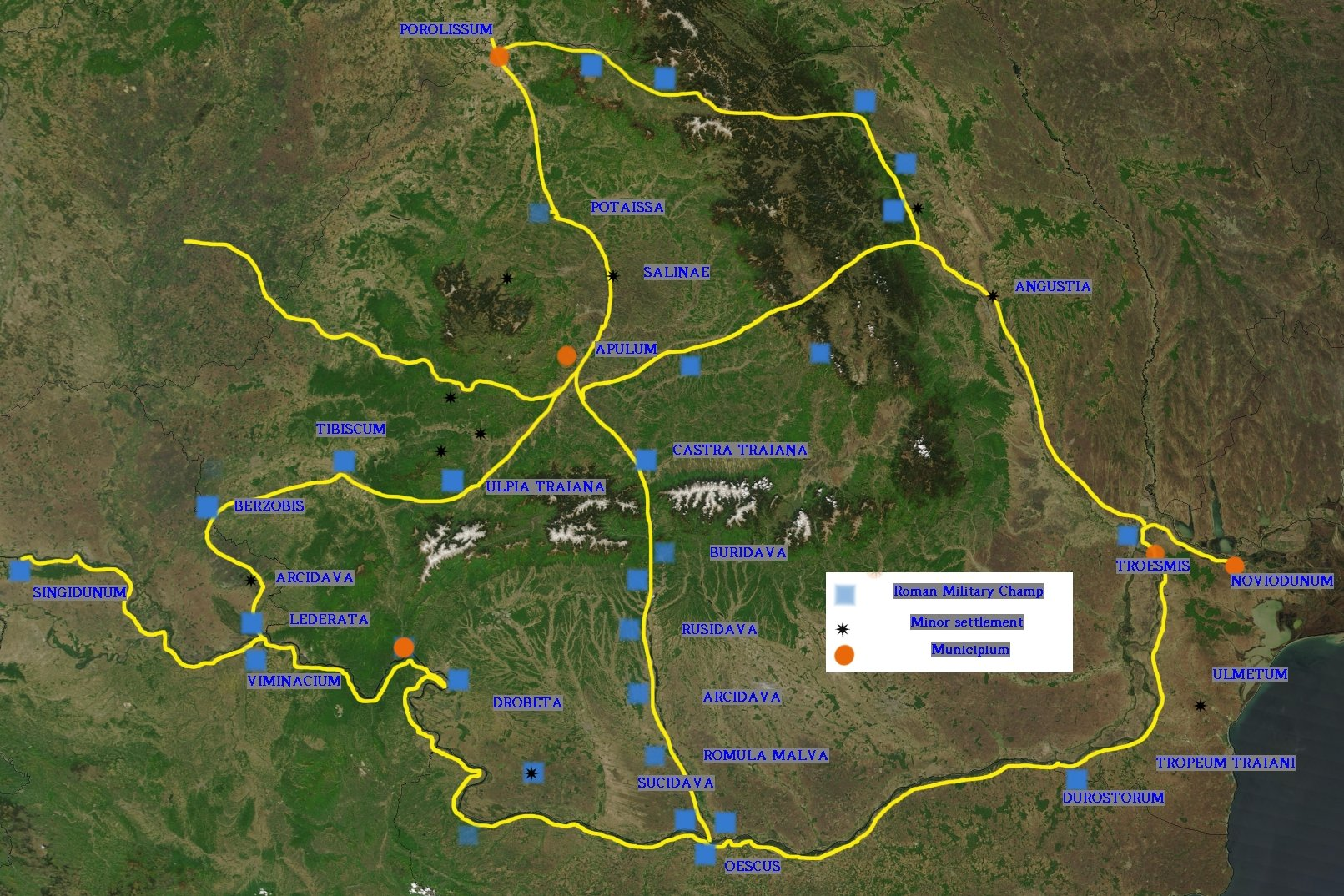
Strade romane lungo il Danubio

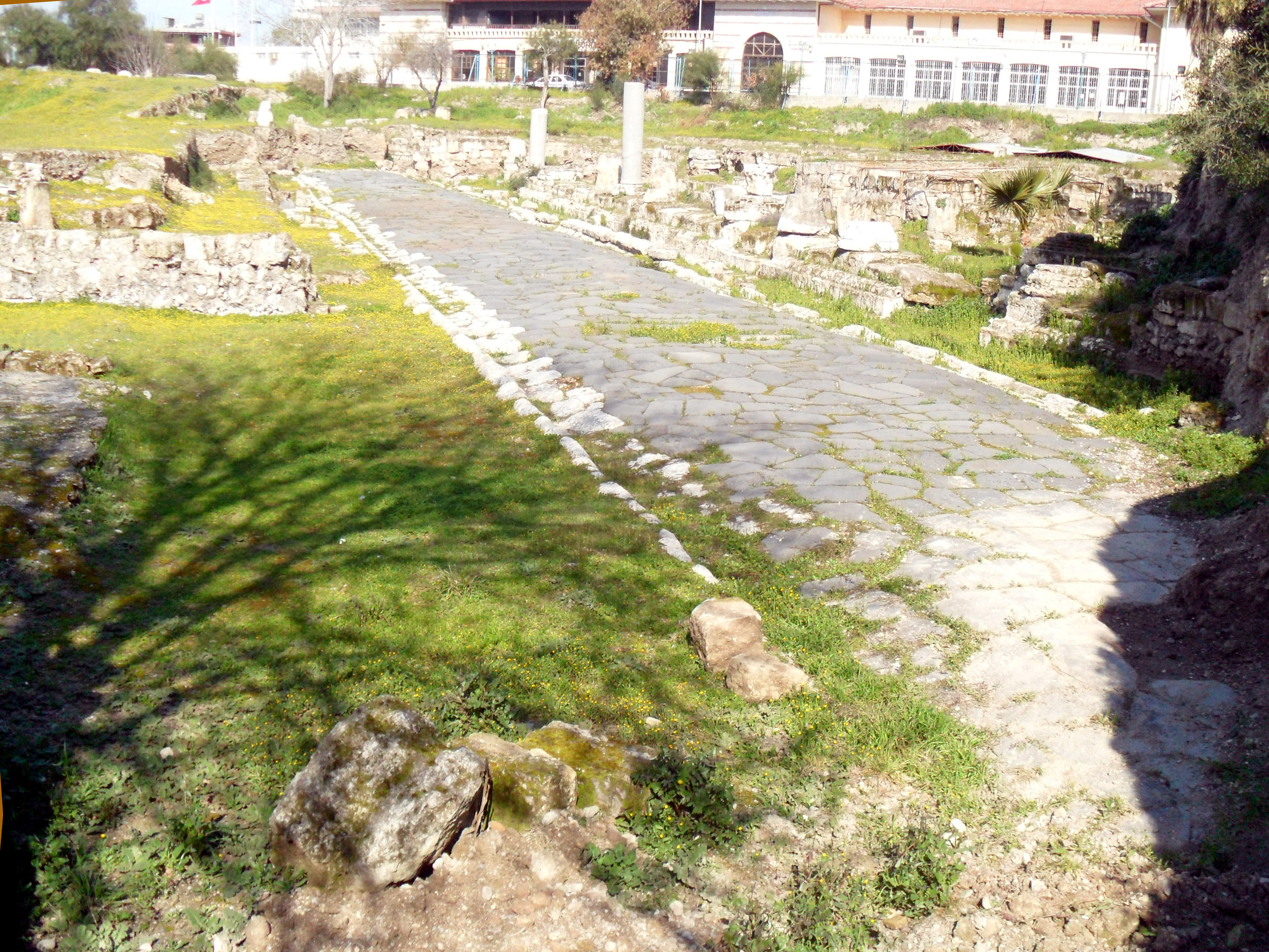
Strada romana nel tessuto urbano di Tarso, provincia di Mersina in Turchia

- Via Militaris (Via Diagonalis, Via Singidunum), che connette l'Europa centrale a Bisanzio
- Strada romana di Cilicia
- Strada romana di Mersina in Turchia del sud
- Strada romana di Ankara
- Via Pontica, da Costantinopoli a Lugio, in Pannonia. Percorreva la costa del mar Nero fino a Istria, dirigendosi poi nell'interno della Dacia
- Strada romana che costeggiava le Porte di ferro e attraversava il Danubio sul ponte di Traiano
- Strada romana da Potaissa a Napoca, costruita da Traiano all'epoca della conquista della Dacia[87]

### Oriente
- Strata Diocletiana, lungo il limes arabicus (comprendente forti, fortini e torri di avvistamento); iniziata da Diocleziano attorno al 290, ancora in uso nel VI secolo.
- Via Traiana Nova già esistente come Via Regia fu ricostruita da Traiano tra il 111 e il 114.
- Strada da Antiochia a Calcide
- Strada romana di Petra, del primo secolo, da Bosra al golfo di Aqaba, passando per Petra, Giordania
- Via Maris
- Strada romana in Cilicia

### Africa (area mediterranea)
- Via Hadriana in Egitto, costruita dopo il 130 dall'imperatore Adriano.
- L'imperatore Claudio restaurò e ampliò un sentiero cartaginese, collegando tutte le città costiere del nord Africa dall'Atlantico al basso Nilo.
- Strada principale da Chella a Cartagine e Alessandria
- Strada romana in Mauretania, da Tangeri verso sud